# マクロスシリーズの音楽
マクロスシリーズの音楽（マクロスシリーズのおんがく）は、日本のアニメ「マクロスシリーズ」のアニメソング（キャラクターソング）について、関連事項を記す。

## 歌に関係する登場人物
作中もしくは関連メディアにおいて歌を歌う職務に関わるキャラクター（歌手、ミュージカル俳優、バンド、歌巫女、およびその志望者など）。音楽業界のスタッフなどは除く。太字は主要登場人物（主人公、ヒロインなど）。
| 初登場作品 （メディア・発表年）                               | 名前                                               | 名前                                               | 役柄                                      | 担当声優・俳優             | 歌唱パート                                                                |
| ------------------------------------------------------------- | -------------------------------------------------- | -------------------------------------------------- | ----------------------------------------- | -------------------------- | ------------------------------------------------------------------------- |
| 『超時空要塞マクロス』 （テレビアニメ・1982年 - 1983年）      | リン・ミンメイ                                     | リン・ミンメイ                                     | アイドル歌手                              | 飯島真理                   | 飯島真理                                                                  |
| 『超時空要塞マクロスII -LOVERS AGAIN-』 （OVA・1992年）       | イシュタル                                         | イシュタル                                         | 歌巫女                                    | 笠原弘子                   | 笠原弘子                                                                  |
| 『超時空要塞マクロスII -LOVERS AGAIN-』 （OVA・1992年）       | ウェンディー・ライダー                             | ウェンディー・ライダー                             | アイドル歌手                              | 佐藤幸世                   | 佐藤幸世                                                                  |
| 『超時空要塞マクロス リメンバー・ミー』 （ゲーム・1992年）    | ジーナ・A・ペローナ                                | ジーナ・A・ペローナ                                | アイドル歌手                              | -                          | -                                                                         |
| 『マクロスプラス』 （OVA・1994年 - 1995年）                   | ミュン・ファン・ローン                             | ミュン・ファン・ローン                             | 音楽プロデューサー （元歌手志望者）       | 深見梨加                   | 新居昭乃                                                                  |
| 『マクロスプラス』 （OVA・1994年 - 1995年）                   | シャロン・アップル                                 | シャロン・アップル                                 | ヴァーチャロイド・シンガー                | 兵藤まこ                   | 新居昭乃 Gabriela Robin Wu yun ta na Melodie Sexton Raiché Coutev Sisters |
| 『マクロス7』 （テレビアニメ・1994年 - 1995年）               | Fire Bomber （サウンドフォース）                   | 熱気バサラ                                         | ロックバンド （音楽部隊）                 | 林延年                     | 福山芳樹                                                                  |
| 『マクロス7』 （テレビアニメ・1994年 - 1995年）               | Fire Bomber （サウンドフォース）                   | ミレーヌ・フレア・ジーナス                         | ロックバンド （音楽部隊）                 | 桜井智 平野綾              | チエ・カジウラ 桜井智（企画CD）                                           |
| 『マクロス7』 （テレビアニメ・1994年 - 1995年）               | Fire Bomber （サウンドフォース）                   | レイ・ラブロック                                   | ロックバンド （音楽部隊）                 | 菅原正志                   | -                                                                         |
| 『マクロス7』 （テレビアニメ・1994年 - 1995年）               | Fire Bomber （サウンドフォース）                   | ビヒーダ・フィーズ                                 | ロックバンド （音楽部隊）                 | 高乃麗                     | -                                                                         |
| 『マクロス7』 （テレビアニメ・1994年 - 1995年）               | フラスチャカヤ                                     | フラスチャカヤ                                     | 歌手                                      | -                          | 佐藤有香                                                                  |
| 『マクロス7』 （テレビアニメ・1994年 - 1995年）               | アリス・ホリディ                                   | アリス・ホリディ                                   | 歌手                                      | 横尾まり                   | 未公表                                                                    |
| 『マクロス7』 （テレビアニメ・1994年 - 1995年）               | ジャミングバーズ                                   | チトセ・リップル                                   | 音楽部隊                                  | 野上ゆかな                 | 未公表                                                                    |
| 『マクロス7』 （テレビアニメ・1994年 - 1995年）               | ジャミングバーズ                                   | 金子・ミッシェル                                   | 音楽部隊                                  | 表記なし                   | 未公表                                                                    |
| 『マクロス7』 （テレビアニメ・1994年 - 1995年）               | ジャミングバーズ                                   | マリリン・リンカーベル                             | 音楽部隊                                  | 表記なし                   | 未公表                                                                    |
| 『マクロス7』 （テレビアニメ・1994年 - 1995年）               | ジャミングバーズ                                   | ボビー・ラコステ                                   | 音楽部隊                                  | 長谷有洋                   | 未公表                                                                    |
| 『マクロス7』 （テレビアニメ・1994年 - 1995年）               | ジャミングバーズ                                   | 龍鰐昌平                                           | 音楽部隊                                  | 表記なし                   | 未公表                                                                    |
| 『マクロス7』 （テレビアニメ・1994年 - 1995年）               | ジャミングバーズ                                   | マディソン・フランケル                             | 音楽部隊                                  | 表記なし                   | 未公表                                                                    |
| 『マクロス7 トラッシュ』 （漫画・1995年 - 2001年）            | エニカ・チェリーニ （ミオン・フランセーズ）        | エニカ・チェリーニ （ミオン・フランセーズ）        | 歌手                                      | 今井由香（ラジオドラマ版） | 今井由香（ラジオドラマ版）                                                |
| 『マクロス7 銀河がオレを呼んでいる！』 （アニメ映画・1995年） | エミリア・ジーナス                                 | エミリア・ジーナス                                 | 歌手志望者                                | 根谷美智子                 | 奥土居美可                                                                |
| 『マクロス7』 （ラジオドラマ・1995年 - 1996年）               | ラーク・スカイビューティー                         | ラーク・スカイビューティー                         | 歌手                                      | 田中敦子                   | 未公表                                                                    |
| 『マクロス7』 （ラジオドラマ・1995年 - 1996年）               | パンサー・レオポード・タンク                       | パンサー・レオポード・タンク                       | 歌手                                      | 秋元羊介                   | 未公表                                                                    |
| 『マクロス・ジェネレーション』 （ラジオドラマ・1997年）       | パッセル                                           | パッセル                                           | ミュージカル女優                          | 田村ゆかり                 | 田村ゆかり                                                                |
| 『マクロス・ジェネレーション』 （ラジオドラマ・1997年）       | カナリー・ミンメイ                                 | カナリー・ミンメイ                                 | 歌手・女優                                | 桜井智                     | 桜井智                                                                    |
| 『マクロス デジタルミッション VF-X』 （ゲーム・1997年）       | ミルキードールズ                                   | アオイ・ツワブキ                                   | アイドルユニット                          | 桜井智                     | 桜井智                                                                    |
| 『マクロス デジタルミッション VF-X』 （ゲーム・1997年）       | ミルキードールズ                                   | リアトリス                                         | アイドルユニット                          | 井上喜久子                 | 井上喜久子                                                                |
| 『マクロス デジタルミッション VF-X』 （ゲーム・1997年）       | ミルキードールズ                                   | モーリィ                                           | アイドルユニット                          | 三石琴乃                   | 三石琴乃                                                                  |
| 『マクロス デジタルミッション VF-X』 （ゲーム・1997年）       | ミルキードールズ                                   | ビオレッタ                                         | アイドルユニット                          | 今井由香                   | 今井由香                                                                  |
| 『マクロス デジタルミッション VF-X』 （ゲーム・1997年）       | ミルキードールズ                                   | フリージア                                         | アイドルユニット                          | 並木のり子                 | 並木のり子                                                                |
| 『マクロス ダイナマイト7』 （OVA・1997年 - 1998年）           | エルマ・ホイリー                                   | エルマ・ホイリー                                   | 歌手志望者                                | 阪口あや                   | 阪口あや                                                                  |
| 『マクロス ダイナマイト7』 （OVA・1997年 - 1998年）           | マリア・ベラスケス・ホイリー                       | マリア・ベラスケス・ホイリー                       | 歌手（故人）                              | 表記なし                   | 川野美紀                                                                  |
| 『マクロス7 ENGLISH FIRE!!』 （アルバム・1998年）             | Fire Bomber American                               | Fire Bomber American                               | コピーバンド                              | -                          | 未公表                                                                    |
| 『マクロス SINCE1983』 （ゲーム・1998年）                     | アニス・ハスラム                                   | アニス・ハスラム                                   |                                           | -                          | -                                                                         |
| 『超時空要塞マクロス トゥルーラブソング』 （ゲーム・2000年）  | マナ                                               | マナ                                               | 対ゼントラーディ要員                      | -                          | -                                                                         |
| 『マクロス ゼロ』 （OVA・2002年 - 2004年）                    | サラ・ノーム                                       | サラ・ノーム                                       | 歌巫女 （風の導き手）                     | 小林沙苗                   | Holy Raz                                                                  |
| 『マクロスF』 （テレビアニメ・2008年）                        | シェリル・ノーム                                   | シェリル・ノーム                                   | 歌手                                      | 遠藤綾                     | May'n                                                                     |
| 『マクロスF』 （テレビアニメ・2008年）                        | ランカ・リー                                       | ランカ・リー                                       | アイドル歌手                              | 中島愛                     | 中島愛                                                                    |
| 『マクロスF』 （テレビアニメ・2008年）                        | 徳川喜一郎                                         | 徳川喜一郎                                         | 演歌歌手                                  | 稲田徹                     | 大坂元俊介                                                                |
| 『マクロス7thコード』 （漫画・2009年 - 2012年）               | 新生サウンドフォース                               | ミオ・レヴィナス                                   | 音楽部隊                                  | -                          | -                                                                         |
| 『マクロス7thコード』 （漫画・2009年 - 2012年）               | 新生サウンドフォース                               | ラナ・アクラ                                       | 音楽部隊                                  | -                          | -                                                                         |
| 『マクロス7thコード』 （漫画・2009年 - 2012年）               | ティナ・アクラ                                     | ティナ・アクラ                                     | 研究所被験者                              | -                          | -                                                                         |
| 『マクロス・ザ・ライド』 （小説・2011年）                     | チェルシー・スカーレット                           | チェルシー・スカーレット                           | 元アイドル歌手                            | -                          | -                                                                         |
| 『マクロス・ザ・ライド』 （小説・2011年）                     | ソネット・デズモント                               | ソネット・デズモント                               | 歌手                                      | -                          | -                                                                         |
| 『マクロス ザ・ミュージカルチャー』 （ミュージカル・2012年）  | さくら・クロフォード                               | さくら・クロフォード                               | 「ミス・マクロス」出場者                  | 吉井香奈恵                 | 吉井香奈恵                                                                |
| 『マクロス ザ・ミュージカルチャー』 （ミュージカル・2012年）  | ダリル・ウォルグリア                               | ダリル・ウォルグリア                               | 「ミス・マクロス」出場者                  | 上杉梨紗                   | 上杉梨紗                                                                  |
| 『マクロス ザ・ミュージカルチャー』 （ミュージカル・2012年）  | エル                                               | エル                                               | 「ミス・マクロス」出場者                  | 陽向あゆみ                 | 陽向あゆみ                                                                |
| 『マクロス ザ・ミュージカルチャー』 （ミュージカル・2012年）  | ソニア・ドセル                                     | ソニア・ドセル                                     | 「ミス・マクロス」出場者                  | 長谷川愛                   | 長谷川愛                                                                  |
| 『マクロス ザ・ミュージカルチャー』 （ミュージカル・2012年）  | シャルロット・マリオン＝グラス                     | シャルロット・マリオン＝グラス                     | 「ミス・マクロス」出場者                  | 富田麻帆                   | 富田麻帆                                                                  |
| 『マクロス30 銀河を繋ぐ歌声』 （ゲーム・2013年）              | ミーナ・フォルテ                                   | ミーナ・フォルテ                                   | 歌手                                      | 千菅春香                   | 千菅春香                                                                  |
| 『マクロスΔ』 （テレビアニメ・2016年）                        | ワルキューレ                                       | 美雲・ギンヌメール                                 | 戦術音楽ユニット                          | 小清水亜美                 | JUNNA                                                                     |
| 『マクロスΔ』 （テレビアニメ・2016年）                        | ワルキューレ                                       | フレイア・ヴィオン                                 | 戦術音楽ユニット                          | 鈴木みのり                 | 鈴木みのり                                                                |
| 『マクロスΔ』 （テレビアニメ・2016年）                        | ワルキューレ                                       | カナメ・バッカニア                                 | 戦術音楽ユニット                          | 安野希世乃                 | 安野希世乃                                                                |
| 『マクロスΔ』 （テレビアニメ・2016年）                        | ワルキューレ                                       | レイナ・プラウラー                                 | 戦術音楽ユニット                          | 東山奈央                   | 東山奈央                                                                  |
| 『マクロスΔ』 （テレビアニメ・2016年）                        | ワルキューレ                                       | マキナ・中島                                       | 戦術音楽ユニット                          | 西田望見                   | 西田望見                                                                  |
| 『マクロスΔ』 （テレビアニメ・2016年）                        | ワルキューレ （元メンバー）                        | リディ・ル・グローン                               | 戦術音楽ユニット                          | 菊地瞳                     | - （歌唱シーンなし）                                                      |
| 『マクロスΔ』 （テレビアニメ・2016年）                        | ワルキューレ （元メンバー）                        | クレア・パドル                                     | 戦術音楽ユニット                          | 日笠陽子                   | 日笠陽子                                                                  |
| 『マクロスΔ』 （テレビアニメ・2016年）                        | ハインツ・ネーリッヒ・ウィンダミア （ハインツ2世） | ハインツ・ネーリッヒ・ウィンダミア （ハインツ2世） | ウィンダミア王子→国王 （風の歌い手）      | 寺崎裕香                   | メロディー・チューバック                                                  |
| 『マクロスΔ外伝 マクロスE』 （漫画・2016年 - 2017年）         | スローンズ                                         | ピリカ・ポリワノフ                                 | インディーズアイドルグループ              | -                          | -                                                                         |
| 『マクロスΔ外伝 マクロスE』 （漫画・2016年 - 2017年）         | スローンズ                                         | ブラウ・ブルーム                                   | インディーズアイドルグループ              | -                          | -                                                                         |
| 『マクロスΔ外伝 マクロスE』 （漫画・2016年 - 2017年）         | スローンズ                                         | シノブ・バンバー                                   | インディーズアイドルグループ              | -                          | -                                                                         |
| 『劇場版マクロスΔ 絶対LIVE!!!!!!』 （アニメ映画・2021年）     | Yami_Q_ray                                         | 闇雲                                               | ヴァーチャロイド・ユニット （闇の歌い手） | 小清水亜美                 | JUNNA                                                                     |
| 『劇場版マクロスΔ 絶対LIVE!!!!!!』 （アニメ映画・2021年）     | Yami_Q_ray                                         | 闇フレイア                                         | ヴァーチャロイド・ユニット （闇の歌い手） | 鈴木みのり                 | 鈴木みのり                                                                |
| 『劇場版マクロスΔ 絶対LIVE!!!!!!』 （アニメ映画・2021年）     | Yami_Q_ray                                         | 闇カナメ                                           | ヴァーチャロイド・ユニット （闇の歌い手） | 安野希世乃                 | 安野希世乃                                                                |
| 『劇場版マクロスΔ 絶対LIVE!!!!!!』 （アニメ映画・2021年）     | Yami_Q_ray                                         | 闇レイナ                                           | ヴァーチャロイド・ユニット （闇の歌い手） | 東山奈央                   | 東山奈央                                                                  |
| 『劇場版マクロスΔ 絶対LIVE!!!!!!』 （アニメ映画・2021年）     | Yami_Q_ray                                         | 闇マキナ                                           | ヴァーチャロイド・ユニット （闇の歌い手） | 西田望見                   | 西田望見                                                                  |

## 歌一覧
ひらがな五十音順。太字は主題歌、オープニングテーマ、エンディングテーマ。楽曲に関連する作品のタイトルが記されているものの劇中で使用されていないか、使用前に別媒体で発表された曲については脚注に収録作品を記載。

### あ行

#### あ
- I am a ROCK / 作詞 - 福山恭子 / 作曲 - 福山芳樹 / 編曲 - 福山芳樹+F-BAND / 歌 - Fire Bomber（『マクロス7』[注 2]）
- 愛・おぼえていますか / 作詞 - 安井かずみ / 作曲 - 加藤和彦 / 編曲 - 清水信之 / 歌 - 飯島真理 （『超時空要塞マクロス 愛・おぼえていますか』）
  - 愛・おぼえていますか / 編曲 - 保刈久明 / 歌 - 桜井智 （『マクロス7』[注 3]）
  - 愛・おぼえていますか / 編曲 - 松尾早人 / 歌 - 桜井智 （『マクロス・ジェネレーション』）
  - 愛・おぼえていますか / 編曲 - 上野洋子 / 歌 - 上野洋子 （アルバム『MACROSS THE TRIBUTE』）
  - 愛・おぼえていますか / 編曲 - 菅野よう子 / 歌 - ランカ・リー＝中島愛 （『マクロスF』）
    - 愛・おぼえていますか -デカルチャーエディションsize- / 編曲 - 菅野よう子 / 歌 - ランカ・リー＝中島愛 （『マクロスF』）

  - 愛・おぼえていますか〜bless the little queen / 編曲 - 菅野よう子 / 歌 - ランカ・リー＝中島愛 （『マクロスF』）
  - 愛・おぼえていますか / 編曲 - コモリタミノル / 歌 - ワルキューレ （『マクロスΔ』[注 4]）
  - 愛・おぼえていますか（40th Anniversary DeCulture Edition） / オーケストラアレンジ - 服部隆之 / 歌 - シェリル・ノーム starring May'n、ランカ・リー＝中島愛、ワルキューレ（アルバム『マクロス40周年記念超時空コラボアルバム デカルチャー!! ミクスチャー!!!!!』）
- I CALL YOUR NAME / 作詞 - K.INOJO / 作曲 - 福山芳樹 / 編曲 - 永井ルイ / 歌 - Fire Bomber （『マクロス7』[注 5]）
- 愛してる / 作詞 - 坂本真綾 / 作曲・編曲 - 北川勝利 / ストリングス編曲 - Tansa / 歌 - フレイアΔ鈴木みのり （『マクロスΔ』[注 6]）
- アイ to アイ / 作詞・作曲・編曲 - フワリ（「マクロス×サンライズ 「新マクロス」 超時空歌姫オーディション2025」課題曲）
  - アイ to アイ -仮歌ver- / 歌 - 宮原ひとみ[4]
  - アイ to アイ -鈴木みのり ver.- / 歌 - 鈴木みのり[5][6]
  - アイ to アイ -May'n ver.- / 歌 - May'n[7][8]
  - アイ to アイ -福山芳樹 ver.- / 歌 - 福山芳樹[9][10]
  - アイ to アイ / 歌 - 中川翔子[11][12]
  - アイ to アイ -KENN ver.- / 歌 - KENN[13][14]
  - アイ to アイ -初音ミク ver.- / 歌 - 初音ミク（Produced by Mitchie M）[15][16]
  - アイ to アイ -結城さくな ver.- / 歌 - 結城さくな[17][18][19]
  - アイ to アイ -Liyuu ver.- / 歌 - Liyuu[20][21]
  - アイ to アイ -亜咲花 ver.- / 歌 - 亜咲花[22][23]
  - アイ to アイ -JUNNA ver.- / 歌 - JUNNA[24][25]
- Idol Talk / 作詞 - Gabriela Robin / 作曲・編曲 - 菅野よう子 / 歌 - 新居昭乃 （『マクロスプラス』）
- 愛は流れる / 作詞 - 阿佐茜 / 作曲・編曲 - 羽田健太郎 / 歌 - 飯島真理 （『超時空要塞マクロス』）
  - 愛は流れる PART II / 編曲 - 羽田健太郎 / 歌 - 飯島真理 （『超時空要塞マクロス』）
  - 愛は流れる / 編曲 - 保刈久明 / 歌 - 桜井智 （『マクロス7』[注 3]）
  - 愛は流れる / 編曲 - 松尾早人 / 歌 - 吉田小百合 （『マクロス・ジェネレーション』）
- アイモ / 作詞 - Gabriela Robin / 作曲・編曲 - 菅野よう子 / 歌 - ランカ・リー＝中島愛 （『マクロスF』）
  - アイモ〜鳥のひと / 作詞 - Gabriela Robin、坂本真綾 / 作曲・編曲 - 菅野よう子 / 歌 - ランカ・リー＝中島愛 （『マクロスF』）
  - 母と子ランカのアイモ / 歌 - 坂本真綾（蘭雪）、ランカ・リー＝中島愛 （『マクロスF』）
  - アイモ O.C. / 編曲 - 保刈久明、菅野よう子 / 歌 - ランカ・リー＝中島愛 （『マクロスF』）
  - シェリルのアイモ / 歌 - シェリル・ノーム starring May'n （『マクロスF』）
  - ブレラと子ランカのアイモ / 歌 - ランカ・リー＝中島愛 （『マクロスF』）
  - アイモ〜こいのうた〜 / 歌 - 坂本真綾（蘭雪） （『マクロスF』）
  - 島アイモ / 歌 - ランカ・リー＝中島愛 （『劇場版 マクロスF 恋離飛翼 〜サヨナラノツバサ〜』）
  - アイモ〜鳥のひと / 歌 - マオ・ノーム（南里侑香）×シェリル・ノーム starring May'n （アルバム『マクロス30周年記念 超時空デュエット集 娘コラ×』）
- 会えないとき 作詞 - Gabriela Robin / 作曲・編曲 - 菅野よう子 / 歌 - シェリル・ノーム starring May'n（『マクロスF』[注 7]）
- 蒼のエーテル / 作詞 - 坂本真綾 / 作曲・編曲 - 菅野よう子 / 歌 - ランカ・リー＝中島愛 （『マクロスF』）
- AXIA〜ダイスキでダイキライ〜 / 作詞 - 六ツ見純代 / 作曲 - 松本良喜 / 編曲 - 鈴木Daichi秀行 / 歌 - カナメΔ安野希世乃、レイナΔ東山奈央、マキナΔ西田望見 （『マクロスΔ』）
- A Sai ёn / 作詞 - Gabriela Robin / 作曲・編曲 - 菅野よう子 / 歌 - Raiché Coutev Sisters （『マクロスプラス』）
- 新しい風 / 作詞 - 麻生祥一郎 / 作曲 - 福山芳樹 / 編曲 - HUMMING BIRD / 歌 - HUMMING BIRD （『マクロス VF-X2』）
- After, in the dark〜Torch Song / 作詞 - 山根麻衣、Gabriela Robin / 作曲・編曲 - 菅野よう子 / 歌 - 山根麻衣、Gabriela Robin （『マクロスプラス』）
  - Torch Song / 作詞 - Gabriela Robin / 作曲・編曲 - 菅野よう子 / 歌 - Gabriela Robin （『マクロスプラス』）
- アナタノオト / 作詞 - 真名杏樹 / 作曲・編曲 - 菅野よう子 / 歌 - ランカ・リー＝中島愛 （『マクロスF』）
- あなたへのLOVE SONG / 作詞・作曲 - 飯島真理 / 編曲 - 保刈久明 / 歌 - 桜井智 （『マクロス7』[注 3]）
- あなたを感じてる-ミア・センテス・レン- / 作詞 - 真名杏樹 / 作曲・編曲 - 鷺巣詩郎 / 歌 - 笠原弘子（『超時空要塞マクロスII -LOVERS AGAIN-』）
- Absolute5 / 作詞 - 喜介 / 作曲・編曲 - 渡辺拓也 / 歌 - ワルキューレ （『マクロスΔ』）
- ALIVE 〜祈りの唄〜 / 作詞 - 唐沢美穂 / 作曲・編曲 - 加藤裕介 / 歌 - ワルキューレ （『劇場版マクロスΔ 絶対LIVE!!!!!!』）
- ARKAN / 作詞 - Holy Raz / 作曲・編曲 - 蓜島邦明 / 歌 - Holy Raz （『マクロス ゼロ』）

#### い
- いけないボーダーライン / 作詞 - 西直紀 / 作曲・編曲 - コモリタミノル / 歌 - ワルキューレ （『マクロスΔ』）
  - いけないボーダーライン〜album version〜 / 歌 - ワルキューレ （『マクロスΔ』[注 8]）
  - いけないボーダーライン / 歌 - シェリル・ノーム starring May'n & ランカ・リー＝中島愛（アルバム『デカルチャー!! ミクスチャー!!!!!』）
- イゾラド / 作詞 - 山田稔明 / 作曲・編曲 - 菅野よう子 / 歌 - シェリル・ノーム starring May'n （『マクロスF』[注 7]）
- 一度だけの恋なら / 作詞 - 唐沢美帆、加藤裕介 / 作曲・編曲 - 加藤裕介 / 歌 - ワルキューレ （『マクロスΔ』）
- 射手座☆午後九時 Don't be late / 作詞 - 佐藤大、hàl、マイクスギヤマ、Gabriela Robin / 作曲・編曲 - 菅野よう子 / 歌 - シェリル・ノーム starring May'n （『マクロスF』）
  - 射手座☆午後九時 Don't be late（Sheryl On Stage） / 歌 - シェリル・ノーム starring May'n （『マクロスF』[注 9]）
- インフィニティ / 作詞 - 岩里祐穂 / 作曲・編曲 - 菅野よう子 / 歌 - シェリル・ノーム starring May'n （『マクロスF』）
  - インフィニティ #7 / 歌 - シェリル・ノーム starring May'n、ランカ・リー＝中島愛 （『マクロスF』）
- 今は友達 / 作詞 - 谷亜ヒロコ / 作曲 - 間瀬憲治 / 編曲 - 鷺巣詩郎 / 歌 - 佐藤幸世 （『超時空要塞マクロスII -LOVERS AGAIN-』）
- INFORMATION HIGH / 作詞 - DAI＆KEN=GO→ / 作曲・編曲 - CMJK / 歌 - Melodie Sexton （『マクロスプラス』）

#### う
- ヴァージンストーリー / 作詞 - K.INOJO / 作曲・編曲 - COZZi / 歌 - Fire Bomber （『マクロスFB7 オレノウタヲキケ！』）
- Waiting for You / 作詞 - 福山恭子 / 作曲 - 福山芳樹 / 編曲 - 伊藤寛之 / 歌 - Fire Bomber （『マクロス7』[注 10]）
- Welcome To My Fanclub's Night! / 作詞 - hàl / 作曲・編曲 - 菅野よう子 / 歌 - シェリル・ノーム starring May'n （『マクロスF』）
  - Welcome To My Fanclub's Night!（Sheryl On Stage） / 歌 - シェリル・ノーム starring May'n （『マクロスF』[注 9]）
- 宇宙兄弟船 / 作詞 - 一倉宏 / 作曲・編曲 - 菅野よう子 / 歌 - 徳川喜一郎 （『マクロスF』）
  - シェリルの宇宙兄弟船 / 歌 - シェリル・ノーム （『マクロスF』[注 11]）
  - 宇宙夫婦船 / 歌 - ジェフリー・ワイルダー（大川透）&モニカ・ラング（田中理恵）（アルバム『娘コラ×』）

#### え
- 永遠 / 作詞 - Gabriela Robin / 作曲・編曲 - 菅野よう子 / 歌 - シェリル・ノーム starring May'n （『マクロスF』[注 7]）
- SMS小隊の歌〜あの娘はエイリアン / 作詞 - 黒河影次 / 作曲・編曲 - 菅野よう子 / 歌 - SMSのみなさん （『マクロスF』）
  - ランカとボビーのSMS小隊の歌 / 歌 - ランカ・リー with ボビー・マルゴ （『マクロスF』[注 12]）
- F refrain / 作曲・編曲 - 菅野よう子（「愛・おぼえていますか」作詞 - 安井かずみ / 作曲 - 加藤和彦） / コーラス - ランカ・リー＝中島愛（『マクロスF』[注 13]）
- ANGEL VOICE / 作詞 - K.INOJO / 作曲・編曲 - 菅野よう子 / 歌 - 熱気バサラ （『マクロス ダイナマイト7』）
  - ANGEL VOICE / 歌 - 飯島真理 （アルバム『MACROSS THE TRIBUTE』）

#### お
- オーラ・サーラ〜光る風〜 / 作詞・作曲・編曲 - 窪田ミナ / 歌 - ハインツ（メロディー・チューバック）（『マクロスΔ』）
  - オーラ・サーラ〜光る風〜（Piano Version） / 歌 - ハインツ（メロディー・チューバック）（『マクロスΔ』）
- おにゃの子☆girl / 作詞 - かせきさいだぁ / 作曲・編曲 - TeddyLoid / 歌 - マキナΔ西田望見、フレイアΔ鈴木みのり、カナメΔ安野希世乃、レイナΔ東山奈央〜 （『マクロスΔ』）
- オベリスク / 作詞 - Gabriela Robin / 作曲・編曲 - 菅野よう子 / 歌 - シェリル・ノーム starring May'n （『劇場版 マクロスF 虚空歌姫 〜イツワリノウタヒメ〜』）
- 想い出のホワイトクリスマス / 作詞 - 阿佐茜 / 作曲・編曲 - 羽田健太郎 / 歌 - 土井美加 （『超時空要塞マクロス 銀河に降る雪』）
- 俺がすべてだ / 作詞 - 青柳美奈子 / 作曲・編曲 - 井上日徳 / 歌 - PANTHER （『マクロス7 CDシネマ』）
- ON THE WIND / 作詞 - K.INOJO / 作曲 - 福山芳樹 / 編曲 - 蛭子圭一 / 歌 - Fire Bomber （『マクロス7』[注 14]）
- Only You / 作詞・作曲 - 飯島真理 / 編曲 - 清水信之 / 歌 - MILKY DOLLS （『マクロス デジタルミッション VF-X 』）

### か行

#### か
- 開拓重機 / 作詞 - 一倉宏 / 作曲・編曲 - 菅野よう子 / 歌 - ランカ・リー＝中島愛 （『劇場版 マクロスF 虚空歌姫 〜イツワリノウタヒメ〜』）
- 傘の中 / 作詞 - 阿佐茜 / 作曲・編曲 - 羽田健太郎 / 歌 - 土井美加 （『超時空要塞マクロス Vol.IV 〜遥かなる想い〜』）
- 風は予告なく吹く / 作詞 - 坂本真綾 / 作曲・編曲 - 北川勝利 / 歌 - ワルキューレ （『マクロスΔ』）
  - 風は予告なく吹く〜Freyja Solo〜 / 歌 - ワルキューレ （『マクロスΔ』）

#### き
- キキワケナイ！  / 作詞 - おっちょこバニー / 作曲 - 鳥海剛史 / 編曲 - 藤井健太郎・鳥海剛史 / 歌 - カナメΔ安野希世乃 （『マクロスΔ』[注 6]）
- キズナ→スパイラル / 作詞 - サエキけんぞう / 作曲・編曲 - 照井順政  / 歌 - レイナΔ東山奈央 （『マクロスΔ』[注 6]）
- 君に届け→ / 作詞 - M.MEG / 作曲 - M.PROJECT / 編曲 - 山田貢司 / 歌 - Fire Bomber （『マクロス7』） 
  - 君に届け→ / 編曲 - 山口英次 / 歌 - Fire Bomber （『マクロス7』[注 14]）
  - 君に届け→ / 訳詞 - Melodie Sexton / 歌 - Fire Bomber American （『マクロス7』[注 15]）
- Galaxy / 作詞 - Brian Peck / 作曲 - 山浦克己 / 編曲 - 坂下秀美 / 歌 - Alice Holiday （『マクロス7』）
- ギラギラサマー(^ω^)ノ / 作詞 - Gabriela Robin、富永恵介 / 作曲・編曲 - 菅野よう子 / 歌 - シェリル・ノーム starring May'n （『マクロスF』[注 7]）
  - ギラギラサマー(^ω^)ノ（Ranka cover） / 歌 - ランカ・リー＝中島愛（『マクロスF』[注 16]）
- 綺麗な花には毒がある / 作詞 - 西直紀 / 作曲・編曲 - コモリタミノル / 歌 - Yami_Q_ray （『劇場版マクロスΔ 絶対LIVE!!!!!!』）
- 禁断のエリクシア / 作詞 - Gabriela Robin / 作曲・編曲 - 菅野よう子 / 歌 - シェリル・ノーム starring May'n （『劇場版 マクロスF 恋離飛翼 〜サヨナラノツバサ〜』）

#### く
- 唇の凍傷 / 作詞・作曲・編曲 - 椿山日南子 / 歌 - ワルキューレ （『劇場版マクロスΔ 絶対LIVE!!!!!!』）
- Good job! / 作詞 - Robin Robinson / 作曲・編曲 - 菅野よう子 / 歌 - シェリル・ノーム starring May'n、ランカ・リー＝中島愛（『マクロスF』[注 17]）
- GOOD-BYE / 作詞 - K.INOJO / 作曲 - 川野美紀 / 編曲 - 田中裕千 / 歌 - / Fire Bomber （『マクロス7 CDシネマ』）
- クラゲ音頭 / 作詞 - 根元歳三 / 作曲 - 鈴木さえ子、TOMISIRO / ストリングス編曲 - 窪田ミナ / 歌 - フレイア&レイナ&マキナ（『マクロスΔ』）
- Glow in the dark / 作詞 - 渡辺未来、西田恵美 / 作曲・編曲 - 渡辺未来 / 歌 - Yami_Q_ray （『劇場版マクロスΔ 絶対LIVE!!!!!!』）
- Groove Along 作詞 - Brian Peck / 作曲 - 山浦克己 / 編曲 - 飯塚昌明 / 歌 - POWER OF TOWER （『マクロス7』）

#### け
- Get it on-flying rock / 作詞 - Tim Jensen・Gabriela Robin / 作曲・編曲 - 菅野よう子 / 歌 - ランカ・リー＝中島愛 feat. シェリル・ノーム starring May'n （『マクロストライアングルフロンティア』）
  - Get it on〜光速クライmax / 歌 - シェリル・ノーム starring May'n & ランカ・リー＝中島愛 （『劇場版 マクロスF 恋離飛翼 〜サヨナラノツバサ〜』）

#### こ
- 恋のバナナムーン / 作詞 - 横田武 / 作曲 - 原一博 / 編曲 - 鷺巣詩郎 / 歌 - 佐藤有香（『超時空要塞マクロスII -LOVERS AGAIN-』）
  - 恋のバナナムーン / 歌 - ルカ・アンジェローニ（福山潤）&松浦ナナセ（桑島法子）（アルバム『娘コラ×』）
- 恋のマホウ / 作詞 - M.MEG / 作曲 - 湯川とうべん / 編曲 - M.PROJECT / 歌 - Fire Bomber （『マクロス7 CDシネマ』）
- 恋はドッグファイト / 作詞 - 黒河影次 / 作曲・編曲 - 菅野よう子 / 歌 - ランカ・リー＝中島愛 （『劇場版 マクロスF』）
  - 恋のドッグファイト（ちょっとだけ） / 歌 - ランカ・リー＝中島愛 （『劇場版 マクロスF 虚空歌姫 〜イツワリノウタヒメ〜』 [注 18]）
  - 恋はドッグファイト（FIRST LIVE in アトランティスドーム） / 歌 - ランカ・リー＝中島愛 （『劇場版 マクロスF 恋離飛翼 〜サヨナラノツバサ〜』）
  - 恋はドッグファイト（Sheryl cover） / 歌 - シェリル・ノーム starring May'n（『マクロスF』[注 16]）
- 恋！ ハレイション THE WAR〜without Freyja〜 / 作詞 - 深川琴美、姉田ウ夢ヤ / 作曲・編曲 - 姉田ウ夢ヤ / 歌 - 美雲ΔJUNNA、カナメΔ安野希世乃、レイナΔ東山奈央、マキナΔ西田望見 （『マクロスΔ』）
  - 恋！ ハレイション THE WAR〜album version〜 / 歌 - ワルキューレ （『マクロスΔ』[注 8]）
  - 恋！ ハレイション THE WAR〜extended version〜 (2020 NEW MIX) / ストリングス編曲 - 倉内達矢 / 歌 - ワルキューレ （『マクロスΔ』[注 19]）
- ゴ〜〜ジャス / 作詞 - Robin Robinson / 作曲・編曲 - 菅野よう子 / 歌 - シェリル・ノーム starring May'n （『マクロスF』[注 20]）
- GO（自由な歌） / 作詞 - M.MEG / 作曲 - 川野美紀 / 編曲 - 田中裕千 / 歌 - Fire Bomber （『マクロス ダイナマイト7』）
- God Bless You / 作詞・作曲・編曲 - 北川勝利 / 歌 - ワルキューレ （『マクロスΔ』）

### さ行

#### さ
- サイレントでなんかいられない / 作詞 - 一倉宏 / 作曲・編曲 - 菅野よう子 / 歌 - シェリル・ノーム starring May'n、ランカ・リー＝中島愛 （『マクロスF』[注 21]）
- Silent Hacker / 作詞・作曲・編曲 - 鈴木さえ子・TOMISIRO / 歌 - ワルキューレ （『マクロスΔ』）
- サクリファイス / 作詞 - Gabriela Robin / 作曲・編曲 - 菅野よう子 / 歌 - シェリル・ノーム starring May'n、ランカ・リー＝中島愛（『劇場短編マクロスF 〜時の迷宮〜』[注 22]）
- SUBMARINE STREET / 作詞 - K.INOJO / 作曲 - 福田俊哉 / 編曲 - 湯川とうべん / 歌 - Fire Bomber （『マクロス7』）
  - SUBMARINE STREET / 編曲 - 山口英次 / 歌 - Fire Bomber （『マクロス7』[注 14]）
  - SUBMARINE STREET / 訳詞 - Melodie Sexton / 歌 - Fire Bomber American （『マクロス7』[注 15]）
- The Borderline / 作詞 - Gabriela Robin / 作曲・編曲 - 菅野よう子 / 歌 - 新居昭乃 （『マクロスプラス』）
- サヨナラノツバサ〜the end of triangle / 作詞 - Gabriela Robin・河森正治 / 作曲・編曲 - 菅野よう子 / 歌 - シェリル・ノーム starring May'n、ランカ・リー＝中島愛 （『劇場版 マクロスF 恋離飛翼 〜サヨナラノツバサ〜』）
  - サヨナラノツバサ ～the end of triangle / 歌 - ワルキューレ（アルバム『デカルチャー!! ミクスチャー!!!!!』）
- ザルド・ヴァーサ！〜決意の風〜 / 作詞・作曲・編曲 - 窪田ミナ / 歌 - ハインツ（メロディー・チューバック） （『マクロスΔ』）
- SUNSET BEACH / 作詞 - 阿佐茜 / 作曲・編曲 - 羽田健太郎 / 歌 - 飯島真理 （『超時空要塞マクロス』）
  - SUNSET BEACH / 編曲 - 吉良和彦 / 歌 - 桜井智（『マクロス7』[注 3]）
- SANTI-U 聖域 / 作詞 - Gabriela Robin / 作曲・編曲 - 菅野よう子 / 歌 - Gabriela Robin （『マクロスプラス』）
- ザンツ・ゼントラン（栄光のゼントラン） / 作詞 - 三井秀樹 / 作曲 - 坂部剛 / 歌 - 広瀬友祐（『マクロス ザ・ミュージカルチャー』）

#### し
- CMシェリル / 歌 - シェリル・ノーム starring May'n（『マクロスF』[注 16]）
- 小白竜 / 作詞 - 阿佐茜 / 作曲・編曲 - 羽田健太郎 / 歌 - 飯島真理 （『超時空要塞マクロス』）
  - 小白竜（シャオパイロン） / 編曲 - 保刈久明 / 歌 - 桜井智（『マクロス7』[注 3]）
  - 超時空デュエット「小白竜（シャオパイロン）」 / 編曲 - 根岸貴幸 / 歌 - アルト（中村悠一）、ブレラ（保志総一朗） （『マクロスF ドラマCD 娘ドラ◎』）
- SHOOT & SHOOT / 作詞 - 里乃塚玲央 / 作曲・編曲 - 神保彰 / 歌 - 高尾直樹 （『マクロス VF-X2』）
- dシュディスタb / 作詞 - hàl / 作曲・編曲 - 菅野よう子 / 歌 - シェリル・ノーム starring May'n、ランカ・リー＝中島愛 （『劇場版 マクロスF 恋離飛翼 〜サヨナラノツバサ〜』）
- GIRAFFE BLUES / 作詞 - 菜穂 / 作曲・編曲 - h-wonder / ストリングス編曲 - 加藤裕介 / 歌 - 美雲ΔJUNNA、フレイアΔ鈴木みのり、カナメΔ安野希世乃 （『マクロスΔ』）
  - GIRAFFE BLUES 〜Freyja Solo〜 / 歌 - フレイアΔ鈴木みのり、美雲ΔJUNNA、カナメΔ安野希世乃（『マクロスΔ』[注 23]）
  - GIRAFFE BLUES 〜Mikumo Solo〜 / 歌 - 美雲ΔJUNNA、フレイアΔ鈴木みのり、カナメΔ安野希世乃  （『マクロスΔ』[注 23]）
  - GIRAFFE BLUES 〜Kaname Solo Requiem〜 / 歌 - カナメΔ安野希世乃、美雲ΔJUNNA、フレイアΔ鈴木みのり （『マクロスΔ』[注 24]）
  - GIRAFFE BLUES / 歌 - シェリル・ノーム starring May'n（アルバム『デカルチャー!! ミクスチャー!!!!!』）
- ジリティック♡BEGINNER / 作詞 - 深川琴美 / 作曲・編曲 - 姉田ウ夢ヤ / 歌 - レイナ&マキナ（from ワルキューレ） （『マクロスΔ』）
- シルバームーン・レッドムーン / 作詞 - 阿佐茜 / 作曲・編曲 - 羽田健太郎 / 歌 - 飯島真理 （『超時空要塞マクロス』）
  - シルバームーン・レッドムーン / 編曲 - 吉良和彦 / 歌 - 桜井智（『マクロス7』[注 3]）
- ジングルベルが失くなった / 作詞 - 阿佐茜 / 作曲・編曲 - 羽田健太郎 / 歌 - 鶴ひろみ、室井深雪、佐々木るん （『超時空要塞マクロス 銀河に降る雪』）
- シンデレラ / 作詞・作曲 - 飯島真理 / 歌 - 飯島真理 （『超時空要塞マクロス』）

#### す
- SWEET FANTASY / 作詞 - M.MEG / 作曲 - 大槻啓之 / 編曲 - 湯川とうべん / 歌 - Fire Bomber featring MYLENE JENIUS （『マクロス7』）
  - SWEET FANTASY / 編曲 - 山口英次 / 歌 - Fire Bomber （『マクロス7』[注 14]）
  - SWEET FANTASY / 訳詞 - Melodie Sexton / 歌 - Fire Bomber American （『マクロス7』[注 15]）
- STARLIGHT DREAM / 作詞 - 福山恭子 / 作曲 - 福山芳樹 / 編曲 - 島田昌典 / 歌 - Fire Bomber （『マクロス ダイナマイト7』[注 25]）
- スターライト納豆 / 作詞 - 一倉宏 / 作曲・編曲 - 菅野よう子 / 歌 - ランカ・リー＝中島愛 （『劇場版 マクロスF 虚空歌姫 〜イツワリノウタヒメ〜』）
- SPIRAL ANSWER / 作詞 - K.INOJO / 作曲 - 中村裕介 / 編曲 - 田中裕千 / 歌 - Fire Bomber （『マクロス7』）

#### せ
- 星間飛行 / 作詞 - 松本隆 / 作曲・編曲 - 菅野よう子 / 歌 - ランカ・リー＝中島愛 （『マクロスF』）
  - 星間イヴ（星間飛行 christmas ver.） / 歌 - ランカ・リー＝中島愛、シェリル・ノーム starring May'n （『マクロスF』[注 21]）
  - 星間飛行（LIVE in アルカトラズ） / 歌 - ランカ・リー＝中島愛 （『劇場版 マクロスF 恋離飛翼 〜サヨナラノツバサ〜』）
  - 星間飛行〜Freyja Ver.〜 / 歌 - フレイアΔ鈴木みのり （『マクロスΔ』[注 24]）
- 絶対LIVE!!!!!!メドレー / 歌 - ワルキューレ（『劇場版マクロスΔ 絶対LIVE!!!!!!』）
- 絶対零度θノヴァティック / 作詞 - 図司純子＜Eidy＞・河嶋晃一＜Eidy＞ / 作曲 - 図司純子・河嶋晃一・Mitsunori Ikeda / 編曲 - Mitsunori Ikeda / ストリングス編曲 - 倉内達矢 / 歌 - ワルキューレ （『マクロスΔ』）
- SEVENTH MOON / 作詞 - K.INOJO / 作曲・編曲 - 河内淳貴 / 歌 - Fire Bomber featring BASARA NEKKI （『マクロス7』）
  - SEVENTH MOON（TV Version） / 歌 - Fire Bomber （『マクロス7』）
  - SEVENTH MOON / 訳詞 - Melodie Sexton / 歌 - Fire Bomber American （『マクロス7』[注 15]）
  - SEVENTH MOON / 編曲 - 須藤賢一 / 歌 - MIQ （アルバム『MACROSS THE TRIBUTE』）
- 0-G Love / 作詞 - 阿佐茜 / 作曲・編曲 - 羽田健太郎 / 歌 - 飯島真理 （『超時空要塞マクロス』）
  - 0-G Love / 編曲 - 保刈久明 / 歌 - 桜井智（『マクロス7』[注 3]）
  - 超時空デュエット「0-G Love」 / 編曲 - 岩崎文紀 / 歌 - グレイス（井上喜久子）、三島（杉田智和） （『マクロスF ドラマCD 娘ドラ◎』）

#### そ
- そうだよ。 / 作詞 - 坂本真綾 / 作曲・編曲 - 菅野よう子 / 歌 - ランカ・リー＝中島愛 （『劇場版 マクロスF 虚空歌姫 〜イツワリノウタヒメ〜』）
- そこにあるのが未来だから / 作詞 - 真名杏樹 / 作曲・編曲 - 鷺巣詩郎 / 歌 - 佐藤有香 (『超時空要塞マクロスII -LOVERS AGAIN-』[注 26]）
  - そこにあるのが未来だから / 歌 - FLASCHAKAYA（『マクロス7』）
- 宇宙（）のかけら / 作詞 - 菜穂 / 作曲・編曲 - h-wonder / ストリングス編曲 - 加藤裕介 / 歌 - ワルキューレ （『劇場版マクロスΔ 絶対LIVE!!!!!!』）
- Song of Eternity / 作詞 - indy / 作曲 - ソン・ルイ / 編曲 - ソン・ルイ、飯塚啓介 / 歌 - Fire Bomber （『マクロス7』[注 10]）
- Songbird / 作詞 - 銀色夏生 / 作曲・編曲 - 菅野よう子 / 歌 - ランカ・リー＝中島愛 （『マクロスF』[注 21]）
  - Songbird（Sheryl cover） / 歌 - シェリル・ノーム starring May'n（『マクロスF』[注 16]）

### た行

#### た
- ダイアモンド クレバス / 作詞 - hàl / 作曲・編曲 - 菅野よう子 / 歌 - シェリル・ノーム starring May'n （『マクロスF』）
  - ダイアモンド クレバス〜展望公園にて / 歌 - シェリル・ノーム starring May'n、ランカ・リー＝中島愛 （『マクロスF』）
  - ダイアモンド クレバス 50/50 / 歌 - ランカ・リー＝中島愛、シェリル・ノーム starring May'n （『マクロスF』）
  - 真空のダイアモンドクレバス / 歌 - シェリル・ノーム starring May'n （『マクロスF』）
  - ダイアモンド クレバス〜thank you,Frontier / 歌 - シェリル・ノーム starring May'n （『劇場版 マクロスF 恋離飛翼 〜サヨナラノツバサ〜』[注 13]）
  - ダイアモンド クレバス〜Mikumo Ver.〜 / 歌 - 美雲ΔJUNNA （『マクロスΔ』[注 24]）
- DIAMOND CALLING / 作詞 - K.INOJO / 作曲 - 川野美紀 / 編曲 - 田中裕千 / 歌 - Fire Bomber （『マクロス7 CDシネマ』）
- DYNAMITE EXPLOSION / 作詞 - 古屋敏之 / 作曲 - 福山芳樹 / 編曲 - ON-DO / 歌 - Fire Bomber （『マクロス ダイナマイト7』）
- ダイナム超合金 / 作詞 - 黒河影次 / 作曲・編曲 - 菅野よう子 / 歌 - ランカ・リー＝中島愛 （『劇場版 マクロスF 虚空歌姫 〜イツワリノウタヒメ〜』）
- DAIMON / 作詞 - 福山恭子 / 作曲 - 福山芳樹 / 編曲 - ソン・ルイ、飯塚啓介 / 歌 - Fire Bomber（『マクロス7』[注 10]）
- …だけど ベイビー!! / 作詞 - Chie / 作曲 - 大田要 / 編曲 - 大田要 / 歌 - チエ・カジウラ （『マクロス7』）
- だるまゼミナール / 作詞 - 一倉宏 / 作曲・編曲 - 菅野よう子 / 歌 - ランカ・リー＝中島愛 （『劇場版 マクロスF 虚空歌姫 〜イツワリノウタヒメ〜』）
- タブレット / 作詞 - Gabriela Robin / 作曲・編曲 - 菅野よう子 / 歌 - シェリル・ノーム starring May'n、ランカ・リー＝中島愛 （『マクロスF』[注 21]）
- 弾丸ソウル / 作詞 - K.INOJO / 作曲 - イケガミキヨシ / 編曲 - ソン・ルイ、飯塚啓介 / 歌 - Fire Bomber（『マクロス7』[注 10]）
- Dancing in the Moonlight / 作詞 - 北川勝利・acane_madder / 作曲・編曲 - 北川勝利 / 歌 - ワルキューレ （『劇場版マクロスΔ 激情のワルキューレ』）

#### ち
- チェンジ!!!!! / 作詞 - 岩里祐穂 / 作曲・編曲 - Rasmus Faber / 歌 - ワルキューレ （『劇場版マクロスΔ 激情のワルキューレ』）
- 「超時空飯店 娘々」CMソング / 作詞 - 吉野弘幸 / 作曲・編曲 - 菅野よう子 / 歌 - リン・ミンメエ （『マクロスF』）
  - 「超時空飯店 娘々」 CMソング（Ranka Version） / 歌 - ランカ・リー＝中島愛 （『マクロスF』）

#### つ
- つらみ現在進行形 / 作詞 - 堂島孝平 / 作曲 - 柳沢ヒカル / 編曲 - 白戸佑輔 / 歌 - ワルキューレ （『劇場版マクロスΔ 絶対LIVE!!!!!!』）

#### て
- Diva in Abyss / 作詞 - UiNA / 作曲 - 小高幸太郎、UiNA / 編曲 - 小高幸太郎 / ストリングス編曲 - 藤井亮太 / 歌 - Yami_Q_ray （『劇場版マクロスΔ 絶対LIVE!!!!!!』）
- de・ja・vu〜そばにいて / 作詞 - 金子美香 / 作曲 - TSUKASA / 編曲 - 井上鑑 / 歌 - 金子美香  （『超時空要塞マクロスII -LOVERS AGAIN-』）
- 天使になっちゃった / 作詞 - Gabriela Robin / 作曲・編曲 - 菅野よう子 / 歌 - シェリル・ノーム starring May'n （『マクロスF』[注 27]）
  - 天使になっちゃった（universal version） / 歌 - シェリル・ノーム starring May'n （『マクロスF』[注 7]）
  - 天使になっちゃった（Ranka cover） / 歌 - ランカ・リー＝中島愛（『マクロスF』[注 16]）
- 天使の絵の具 / 作詞・作曲 - 飯島真理 / 編曲 - 清水信之 / 歌 - 飯島真理 （『超時空要塞マクロス 愛・おぼえていますか』）
  - 天使の絵の具〜Macross 15th Anniversary Version〜 / 編曲 - 飯島真理、J.Studer / 歌 - 飯島真理（シングル「Friends 〜時空を越えて〜」）
  - 天使の絵の具 / 編曲 - 桜井康史 / 歌 - 中島愛 （シングル「ノスタルジア」）

#### と
- 時の迷宮 / 作詞 - 菅野よう子、児玉雨子 / 作曲・編曲 - 菅野よう子 / 歌 - ランカ・リー＝中島愛、シェリル・ノーム starring May'n （『劇場短編マクロスF 〜時の迷宮〜』）
  - 時の迷宮 -movie edition- / 歌 - ランカ・リー＝中島愛、シェリル・ノーム starring May'n （『劇場短編マクロスF 〜時の迷宮〜』）
- 突撃ラブハート / 作詞 - K.INOJO / 作曲 - 河内淳貴 / 編曲 - 河内淳貴 / 歌 - Fire Bomber （『マクロス7』）
  - 突撃ラブハート（Duet Version） / 歌 - Fire Bomber （『マクロス7』）
  - 突撃ラブハート（Acoustic Version） / 歌 - 熱気バサラ（『マクロス7』）
  - 突撃ラブハート / 編曲 - 山口英次 / 歌 - Fire Bomber（『マクロス7』[注 14]）
  - 突撃ラブハート / 訳詞 - Melodie Sexton / 歌 - Fire Bomber American （『マクロス7』[注 15]）
  - 超時空デュエット「突撃ラブハート」 / 編曲 - 根岸貴幸 / 歌 - オズマ（小西克幸）、キャシー（小林沙苗）、ボビー（三宅健太） （『マクロスF ドラマCD 娘ドラ◎』）
  - 突撃ラブハート（ボビー非乱入バージョン） / 歌 - オズマ・リー（小西克幸）&キャサリン・グラス（小林沙苗）（アルバム『娘コラ×』）
  - 突撃ラブハート -A.D.2060- / 編曲 - 曽我淳一 / 歌 - Fire Bomber （『マクロス7』[注 10]）
- TRY AGAIN[注 28] / 作詞 - K.INOJO、福山恭子 / 作曲 - 福山芳樹 / 編曲 - 田中裕千 / 歌 - Fire Bomber（『マクロス7』）
  - TRY AGAIN / 編曲 - 山口英次 / 歌 - Fire Bomber （『マクロス7』[注 14]）
  - TRY AGAIN / 訳詞 - Melodie Sexton / 歌 - Fire Bomber American （『マクロス7』[注 15]）
- トライアングラー / 作詞 - Gabriela Robin / 作曲・編曲 - 菅野よう子 / 歌 - 坂本真綾 （『マクロスF』）
  - トライアングラー（Fight on stage） / 歌 - シェリル・ノーム starring May'n、ランカ・リー＝中島愛 （『マクロスF』）

### な行

#### な
- 涙目爆発音 / 作詞・作曲 - 堂島孝平 / 編曲 - 北川勝利 / 歌 - カナメΔ安野希世乃、レイナΔ東山奈央、マキナΔ西田望見 （『マクロスΔ』） 
  - 涙目爆発音〜with Claire〜 / 歌 - カナメΔ安野希世乃、クレアΔ日笠陽子、レイナΔ東山奈央、マキナΔ西田望見 （『マクロスΔ』[注 24]）
- 名もなき果ての街で / 作詞・作曲 - 古屋敏之 / 編曲 - 島田昌典 / 歌 - Fire Bomber （『マクロス ダイナマイト7』[注 25]）

#### に
- 2億年前のように静かだね / 作詞 - 真名杏樹 / 作曲 - 樫原伸彦 / 編曲 - 井上鑑 / 歌 - 金子美香 （『超時空要塞マクロスII -LOVERS AGAIN-』）
- 虹いろ・クマクマ[注 29] / 作詞 - Gabriela Robin / 作曲・編曲 - 菅野よう子 / 歌 - ランカ・リー＝中島愛 （『劇場版 マクロスF 恋離飛翼 〜サヨナラノツバサ〜』）
- 虹のパレット / 作詞 - 山口宏 / 作曲・編曲 - 山川恵津子 / 歌 - MILKY DOLLS （『マクロス デジタルミッション VF-X』）
- 娘々サービスメドレー / 歌 - シェリル・ノーム starring May'n、ランカ・リー＝中島愛、坂本真綾（蘭雪） （『マクロスF』）
- 娘々スペシャルサービスメドレー（特盛り） / 歌 - シェリル・ノーム starring May'n、ランカ・リー＝中島愛 （『マクロスF』[注 30]）
  - 娘々スペシャルサービスメドレー（特盛り） / 歌 - ワルキューレ（アルバム『デカルチャー!! ミクスチャー!!!!! 初回限定デルタ盤』）
- 娘々FIRE!〜突撃プラネットエクスプロージョン / 作詞 - K.INOJO、古屋敏之 / 作曲 - 河内淳貴、須藤英樹、福山芳樹 / 編曲 - CHOKKAKU / 歌 - シェリル・ノーム starring May'n 、ランカ・リー＝中島愛、Fire Bomber （『マクロスFB7 オレノウタヲキケ！』）
- 娘々Final Attack フロンティア グレイテスト☆ヒッツ！ / 歌 - シェリル・ノーム starring May'n、ランカ・リー＝中島愛 （『劇場版 マクロスF 恋離飛翼 〜サヨナラノツバサ〜』）
- NEW FRONTIER / 作詞 - 石川雅敏 / 作曲 - 河内淳貴 / 編曲 - ON-DO / 歌 - Fire Bomber （『マクロス ダイナマイト7』）
- ニンジーン Loves you yeah! / 作詞 - 一倉宏 / 作曲・編曲 - 菅野よう子 / 歌 - ランカ・リー＝中島愛 （『マクロスF』）
  - ボビーのニンジン等。 / 作詞 - 吉野弘幸、一倉宏 / 歌 - ボビー・マルゴ （『マクロスF』）

#### ね
- NEO STREAM / 作詞 - 西田恵美 / 作曲・編曲 - 渡辺未来 / ストリングス編曲 - 倉内達矢 / 歌 - ワルキューレ （『マクロスΔ』）
- ねこ日記 / 作詞 - 一倉宏 / 作曲・編曲 - 菅野よう子 / 歌 - ランカ・リー＝中島愛 （『マクロスF』）
- NEVER ENDING WORLD / 作詞 - Brian Peck / 作曲・編曲 - 中村裕介 / 歌 - 中村裕介、染井由紀子（『マクロスM3』）
- NEVER SAY DIE / 作詞 - 石川雅敏 / 作曲 - 南部昌江 / 編曲 - ON-DO / 歌 - Fire Bomber （『マクロス ダイナマイト7』[注 31]）

#### の
- ノーザンクロス / 作詞 - 岩里祐穂、Gabriela Robin / 作曲・編曲 - 菅野よう子 / 歌 - シェリル・ノーム starring May'n （『マクロスF』）
  - ノーザンクロス / 歌 - ワルキューレ（アルバム『デカルチャー!! ミクスチャー!!!!!』）

### は行

#### は
- HEART & SOUL / 作詞 - K.INOJO / 作曲 - 川野美紀 / 編曲 - 田中裕千 / 歌 - EMILIA with BASARA NEKKI （『マクロス7 銀河がオレを呼んでいる！』）
- Burning Fire / 作詞 - indy / 作曲 - カツキユーナ / 編曲 - カツキユーナ、ソン・ルイ、飯塚啓介 / 歌 - Fire Bomber（『マクロスアルティメットフロンティア』）
- BURN! BURN! BURN! / 作詞 - K.INOJO / 作曲・編曲 - 今村良太 / 歌 - Fire Bomber（『マクロス7』[注 2]）
- Heinz vs. Yami_Q_ray / Remixed by TOMISIRO（フランス語版） / 歌 - ハインツ （メロディー・チューバック）、Yami_Q_ray（『劇場版マクロスΔ 絶対LIVE!!!!!!』）
- 破滅の純情 / 作詞 - 西直紀 / 作曲・編曲 - コモリタミノル / 歌 - ワルキューレ （『マクロスΔ』）
  - 破滅の純情〜Mikumo Solo〜 / 歌 - ワルキューレ（『マクロスΔ』）
  - 破滅の純情 / 歌 - シェリル・ノーム starring May'n & ランカ・リー＝中島愛（アルバム『デカルチャー!! ミクスチャー!!!!!』）
- 遥かなる想い / 作詞 - 阿佐茜 / 作曲・編曲 - 羽田健太郎 / 歌 - 土井美加（『超時空要塞マクロス Vol.IV 〜遥かなる想い〜』）
- バルキリーで誘って / 作詞 - 白峰美津子 / 作曲・編曲 - 鷺巣詩郎 / 歌 - 佐藤幸世（『超時空要塞マクロスII -LOVERS AGAIN-』）
- PULSE / 作詞 - Gabriela Robin / 作曲・編曲 - 菅野よう子 / 歌 - Wu yun ta na（台詞：兵藤まこ） （『マクロスプラス』）
- ハレイション / 作詞・作曲・編曲 - 新居昭乃 / 歌 - LARK SKYBEAUTY （『マクロス7 CDシネマ』）
- PARADE / 作詞 - K.INOJO / 作曲 - 川野美紀 / 編曲 - ON-DO / 歌 - Fire Bomber （『マクロス ダイナマイト7』）
- HELLO / 作詞 - K.INOJO / 作曲 - 須藤英樹 / 編曲 - 田中裕千 / 歌 - Fire Bomber （『マクロス7 CDシネマ』）
- POWER TO THE DREAM / 作詞 - K.INOJO / 作曲 - 福山芳樹 / 編曲 - 田中裕千 / 歌 - Fire Bomber （『マクロス7』）
  - POWER TO THE DREAM / 訳詞 - Melodie Sexton / 歌 - Fire Bomber American （『マクロス7』[注 15]）

#### ひ
- Hear The Universe / 作詞 - 岩里祐穂 / 作曲・編曲 - Rasmus Faber / 歌 - ワルキューレ （『マクロスΔ』）
- ビッグバン / 作詞 - 福山恭子 / 作曲 - 福山芳樹 / 編曲 - ソン・ルイ、飯塚啓介 / 歌 - Fire Bomber （『マクロス7』[注 10]）
- PILLOW DREAM / 作詞 - M.MEG / 作曲 - 出雲麻紀子 / 編曲 - 湯川とうべん / 歌 - Fire Bomber （『マクロス7』）
- pink monsoon / 作詞 - Gabriela Robin / 作曲・編曲 - 菅野よう子 / 歌 - シェリル・ノーム starring May'n （『劇場版 マクロスF 虚空歌姫 〜イツワリノウタヒメ〜』）
  - pink monsoon（Ranka cover） / 歌 - ランカ・リー＝中島愛（『マクロスF』[注 16]）

#### ふ
- ファミリーマート・コスモス / 作詞 - 一倉宏 / 作曲・編曲 - 菅野よう子 / 歌 - ランカ・リー＝中島愛 （『劇場版 マクロスF 虚空歌姫 〜イツワリノウタヒメ〜』）
- FEEL UNIVERSE / 作詞 - 高柳恋 / 作曲 - Three Cat Night / 編曲 - 中山弘 / 歌 - Fire Bomber （『マクロス ダイナマイト7』）
- fall / 作詞 - M.MEG / 作曲 - M.PROJECT / 編曲 - 山田貢司 / 歌 - Fire Bomber （『マクロス7』）
- 不確定性☆COSMIC MOVEMENT / 作詞 - 深川琴美、六ツ見純代、渡邊亜希子、姉田ウ夢ヤ / 作曲 - 姉田ウ夢ヤ / 歌 - ワルキューレ （『マクロスΔ』）
  - 不確定性☆COSMIC MOVEMENT / 歌 - ランカ・リー＝中島愛（アルバム『デカルチャー!! ミクスチャー!!!!!』）
- ふなのり / 作詞 - Gabriela Robin / 作曲・編曲 - 菅野よう子 / 歌 - シェリル・ノーム starring May'n （『マクロスF』[注 21]）
- PLASTICS / 作詞 - チエ・カジウラ / 作曲・編曲 - 杉本恭一 / 歌 - Fire Bomber（『マクロス7』[注 10]）
- FLASH IN THE DARK / 作詞 - K.INOJO / 作曲 - 茂村泰彦 / 編曲 - 田中裕千 / 歌 - EMILIA （『マクロス7 銀河がオレを呼んでいる！』）
- プラネット・クレイドル / 作詞・作曲・編曲 - kz（livetune） / 歌 - 千菅春香 （『マクロス30 銀河を繋ぐ歌声』）
- PLANET DANCE / 作詞 - K.INOJO / 作曲 - 須藤英樹 / 編曲 - 河内淳貴 / 歌 - Fire Bomber （『マクロス7』）
  - PLANET DANCE（Duet Version） / 歌 - Fire Bomber（『マクロス7』）
  - PLANET DANCE（Galaxy Fight Version） / 歌 - Fire Bomber（『マクロス7』）
  - PLANET DANCE / 編曲 - 山口英次 / 歌 - Fire Bomber （『マクロス7』[注 14]）
  - PLANET DANCE / 訳詞 - Melodie Sexton / 歌 - Fire Bomber American （『マクロス7』[注 15]）
  - エルマのプラネットダンス / 作詞 - K.INOJO、アミノテツロー / 歌 - エルマ （『マクロス ダイナマイト7』[注 25]）
  - PLANET DANCE IN ZOLA / 作詞 - K.INOJO、アミノテツロー / 編曲 - 河内淳貴、野崎圭一 / 歌 - 熱気バサラ、エルマ （『マクロス ダイナマイト7』[注 25]）
  - PLANET DANCE（Live Version） / 編曲 - 河内淳貴、杉征夫 / 歌 - Fire Bomber（『マクロス7』[注 5]）
  - PLANET DANCE / 編曲 - 河野陽吾 / 歌 - 鋼鉄兄弟（アルバム『MACROSS THE TRIBUTE』）
- Black/White / 作詞 - 青柳美奈子 / 作曲 - 井上日徳 / 編曲 - 井上日徳 / 歌 - WILD HONEY （『マクロス7 CDシネマ』）
- BRING IT ON / 作詞 - Brian Peck / 作曲・編曲 - 飯塚昌明 / 歌 - 中村裕介 （『マクロスM3』）
- Friends 〜時空を越えて〜 / 作詞・作曲 - 飯島真理 / 編曲 - 飯島真理・James Studer / 歌 - 飯島真理（リン・ミンメイ）、桜井智（ミレーヌ・ジーナス）（シングル「Friends 〜時空を越えて〜」）

#### ほ
- VOICES / 作詞 - 覚和歌子 / 作曲・編曲 - 菅野よう子 / 歌 - 新居昭乃（『マクロスプラス』）
  - VOICES（a cappella version） / 歌 - 新居昭乃（『マクロスプラス』）
  - VOICES（Acoustic version） / 歌 - 新居昭乃（『マクロスプラス』）
  - VOICES / 歌 - 笠原弘子（アルバム『MACROSS THE TRIBUTE』）
- 放課後オーバーフロウ / 作詞 - Gabriela Robin / 作曲・編曲 - 菅野よう子 / 歌 - ランカ・リー＝中島愛 （『劇場版 マクロスF 恋離飛翼 〜サヨナラノツバサ〜』）
  - 放課後オーバーフロウ / 歌 - ワルキューレ（アルバム『デカルチャー!! ミクスチャー!!!!!』）
- HOLY LONELY LIGHT / 作詞 - K.INOJO / 作曲 - 須藤英樹 / 編曲 - 湯川とうべん / 歌 - Fire Bomber （『マクロス7』）
  - HOLY LONELY LIGHT（Duet Version） / 歌 - Fire Bomber （『マクロス7』）
  - HOLY LONELY LIGHT / 訳詞 - Melodie Sexton / 歌 - Fire Bomber American （『マクロス7』[注 15]）
- 僕らの戦場 / 作詞 - 唐沢美帆、加藤裕介 / 作曲・編曲 - 加藤裕介 / 歌 - ワルキューレ （『マクロスΔ』）
  - 僕らの戦場〜Freyja Solo Edition〜 / 歌 - フレイアΔ鈴木みのり （『マクロスΔ』[注 24]）
  - 僕らの戦場〜Mikumo Solo〜 / 歌 - ワルキューレ （『マクロスΔ』[注 24]）
  - 僕らの戦場 / 歌 - シェリル・ノーム starring May'n & ランカ・リー＝中島愛（アルバム『デカルチャー!! ミクスチャー!!!!!』）
- 星屑ハイウェイ / 作詞 - K.INOJO / 作曲 - ソン・ルイ / 編曲 - ソン・ルイ、飯塚啓介 / 歌 - Fire Bomber（『マクロス7』[注 10]）
- ホシキラ / 作詞 - Gabriela Robin / 作曲・編曲 - 菅野よう子 / 歌 - ランカ・リー＝中島愛 （『劇場版 マクロスF 恋離飛翼 〜サヨナラノツバサ〜』）
- 星のささやき / 作詞 - 阿佐茜 / 作曲・編曲 - 羽田健太郎 / 歌 - 飯島真理 （『超時空要塞マクロス Vol.III MISS D.J』）
- 星の夜のミサ / 作詞 - 阿佐茜 / 作曲・編曲 - 羽田健太郎 / 歌 - 土井美加（『超時空要塞マクロス 銀河に降る雪』）
- HOROBI NO UTA / 作詞 - 蓜島邦明、河森正治 / 作曲・編曲 - 蓜島邦明 / 歌 - Holy Raz、大貫史朗 （『マクロス ゼロ』）
- WHY / 作詞 - Lynn Minmay / 作曲・編曲 - 飯島真理 / 歌 - 飯島真理 （アルバム『Mari Iijima Sings Lynn Minmay』）
- What 'bout my star? / 作詞 - hàl / 作曲・編曲 - 菅野よう子 / 歌 - シェリル・ノーム starring May'n （『マクロスF』）
  - What 'bout my star?（Sheryl On Stage） / 歌 - シェリル・ノーム starring May'n （『マクロスF』[注 9]）
  - What 'bout my star? @Formo / 歌 - ランカ・リー＝中島愛、シェリル・ノーム starring May'n（『マクロスF』）

### ま行

#### ま
- MY SISTER / 作詞 - 桜井智 / 作曲・編曲 - 大堀薫 / 歌 - 桜井智 （シングル「Friends 〜時空を越えて〜」）
- MY SOUL FOR YOU / 作詞 - K.INOJO / 作曲 - 福山芳樹 / 編曲 - 河内淳貴 / 歌 - Fire Bomber featuring BASARA NEKKI （『マクロス7』）
  - MY SOUL FOR YOU（Acoustic Version） / 歌 - 熱気バサラ（『マクロス7』）
  - MY SOUL FOR YOU（Acoustic Version） / 編曲 - 保刈久明 / 歌 - Fire Bomber（『マクロス7』[注 32]）
  - MY SOUL FOR YOU / 編曲 - 蛭子圭一 / 歌 - Fire Bomber（『マクロス7』[注 14]）
  - MY SOUL FOR YOU / 訳詞 - Melodie Sexton / 歌 - Fire Bomber American （『マクロス7』[注 15]）
- マイ・ビューティフル・プレイス / 作詞 - 阿佐茜 / 作曲・編曲 - 羽田健太郎 / 歌 - 飯島真理（『超時空要塞マクロス』）
  - マイ・ビューティフル・プレイス / 編曲 - 吉良和彦 / 歌 - 桜井智（『マクロス7』[注 3]）
- MY FRIENDS / 作詞 - M.MEG / 作曲 - 川野美紀 / 編曲 - 河内淳貴 / 歌 - Fire Bomber featuring MYLENE JENIUS （『マクロス7』）
  - MY FRIENDS / 訳詞 - Melodie Sexton / 歌 - Fire Bomber American （『マクロス7』[注 15]）
- マクロス / 作詞 - 阿佐茜 / 作曲・編曲 - 羽田健太郎 / 歌 - 藤原誠 （『超時空要塞マクロス』）
  - マクロス / 編曲 - 根岸貴幸 / 歌 - 福山芳樹 （アルバム『MACROSS THE TRIBUTE』）
- MAGIC RHAPSODY / 作詞 - ACKO / 作曲 - 永井ルイ / 編曲 - 曽我淳一 / 歌 - Fire Bomber （『マクロス7』[注 10]）
- マダマニア / 作詞・作曲・編曲 - コモリタミノル / 歌 - マキナΔ西田望見 （『マクロスΔ』[注 6]）

#### み
- 水のような愛のような / 作詞 - 真名杏樹 / 作曲 - 川野美紀 / 編曲 - 上杉洋史 / 歌 - マリア （『マクロス ダイナマイト7』）
- 未来のDIARY / 作詞 - 森由里子 / 作曲 - 羽田健太郎 / 編曲 - 坂本洋 / 歌 - 田村ゆかり （『マクロス・ジェネレーション』）
- 未来はオンナのためにある / 作詞 - 岩里祐穂 / 作曲 - 齋藤 大 / 編曲 - 白戸佑輔 / 歌 - ワルキューレ （『劇場版マクロスΔ 絶対LIVE!!!!!!』）
  - 未来はオンナのためにある -movie edition- / 歌 - ワルキューレ （『劇場版マクロスΔ 絶対LIVE!!!!!!』）
- ミリアのララバイ / 作詞・作曲・編曲・歌 - 竹田えり （『超時空要塞マクロス』）

#### む
- 無限大DRIVE  / 作詞・作曲・編曲 - 堂島孝平 / 歌 - 美雲ΔJUNNA （『マクロスΔ』[注 6]）

#### め
- Merry Christmas without You / 作詞 - 山田稔明 / 作曲・編曲 - 菅野よう子 / 歌 - シェリル・ノーム starring May'n／ランカ・リー＝中島愛、frontier stars（アルト、ランカ、シェリル、ミシェル、クラン、ボビー、モニカ、ラム）（『マクロスF』[注 21]）

#### も
- もういちど Love you / 作詞 - 松宮恭子 / 作曲 - 柿原朱美 / 編曲 - 鷺巣詩郎 / 歌 - 笠原弘子 （『超時空要塞マクロスII -LOVERS AGAIN-』）
  - ト・ア・ウィ アラブル・レン -もういちど Love you- / マルドゥーク語訳 - 八谷賢一 / 歌 - 笠原弘子 （『超時空要塞マクロスII -LOVERS AGAIN-』[注 33]）
  - もういちど Love you / 歌 - 櫻井智 （アルバム『MACROSS THE TRIBUTE』）

### や行

#### や
- 約束 / 作詞 - 松宮恭子 / 作曲・編曲 - 鷺巣詩郎 / 歌 - 笠原弘子 （『超時空要塞マクロスII -LOVERS AGAIN-』）
- やさしさSAYONARA / 作詞 - 阿佐茜 / 作曲・編曲 - 羽田健太郎 / 歌 - 飯島真理 （『超時空要塞マクロス』）
  - やさしさSAYONARA / 編曲 - 吉良和彦 / 歌 - 桜井智（『マクロス7』[注 3]）
- yanyan / 作詞・作曲・編曲 - 蓜島邦明 / 歌 - 南里侑香 （『マクロス ゼロ』）
  - yanyan -mayan virsion- / マヤン語協力 - 河森正治 / 歌 - 南里侑香 （『マクロス ゼロ』）

#### ゆ
- 勇気をください / 作詞 - 森由里子 / 作曲 - 羽田健太郎 / 編曲 - 松尾早人 / 歌 - 田村ゆかり （『マクロス・ジェネレーション』）
- 幽霊船 A Phantom Ship / 作詞 - 真名杏樹 / 作曲・編曲 - 島健 / 歌 - LARK SKYBEAUTY （『マクロス7 CDシネマ』）
- ユニバーサル・バニー / 作詞 - しほり、PA-NON、Gabriela Robin / 作曲・編曲 - 菅野よう子 / 歌 - シェリル・ノーム starring May'n （『劇場版 マクロスF 虚空歌姫 〜イツワリノウタヒメ〜』）
  - ユニバーサル・バニー / 歌 - ワルキューレ（アルバム『デカルチャー!! ミクスチャー!!!!!』）
- 夢の道〜Disillusion / 作詞 - 福山恭子 / 作曲・編曲 - 福山芳樹（『マクロス7 CDシネマ』）
  - 夢の道〜ON THE ZORA ROAD / 編曲 - 野崎圭一 / 歌 - 熱気バサラ、エルマ （『マクロス ダイナマイト7』[注 25]）

#### よ
- ようこそ！ ワルキューレ・ワールドヘ / 作詞 - 根元歳三 / 作曲 - 西脇辰弥、Wilhelm Richard Wagner / 編曲 - 西脇辰弥 / 歌 - ワルキューレ （『マクロスΔ』[注 24]）
- 妖精 / 作詞 - 真名杏樹、Gabriela Robin / 作曲・編曲 - 菅野よう子 / 歌 - シェリル・ノーム starring May'n （『マクロスF』）

### ら行

#### ら
- ライオン / 作詞 - Gabriela Robin / 作曲・編曲 - 菅野よう子 / 歌 - May'n、中島愛 （『マクロスF』）
  - ライオン / 歌 - 大クラン（豊口めぐみ）&小クラン（豊口めぐみ）（アルバム『娘コラ×』）
  - ライオン / 歌 - ワルキューレ（アルバム『デカルチャー!! ミクスチャー!!!!!』）
- LIGHT THE LIGHT / 作詞 - K.INOJO / 作曲 - TSUKASA / 編曲 - 田中裕千 / 歌 - Fire Bomber （『マクロス7』）
  - LIGHT THE LIGHT / 編曲 - 山口英次 / 歌 - Fire Bomber （『マクロス7』[注 14]）
  - LIGHT THE LIGHT / 訳詞 - Melodie Sexton / 歌 - Fire Bomber American （『マクロス7』[注 15]）
- Life Song / 作詞・作曲・編曲 - 蓜島邦明 / 歌 - 福岡ユタカ（Yen Chang）、Holy Raz （『マクロス ゼロ』）
- LOVE IT / 作詞 - M.MEG / 作曲 - M.PROJECT / 編曲 - 山田貢司 / 歌 - Fire Bomber （『マクロス7』[注 32]）
  - LOVE IT -A.D.2060- / 編曲 - 杉本恭一 / 歌 - Fire Bomber （『マクロス7』[注 10]）
- LOVE! THUNDER GLOW / 作詞 - サエキけんぞう / 作曲 - SiZK、Stephen McNair / 編曲 - SiZK / 歌 - 美雲ΔJUNNA、フレイアΔ鈴木みのり （『マクロスΔ』）
- LOVE SONG / 作詞 - K.INOJO / 作曲 - 福山芳樹 / 編曲 - 田中裕千 / 歌 - Fire Bomber （『マクロス7 CDシネマ』）
- LOVE SONG / 作詞 - M.MEG / 作曲・編曲 - 田中裕千 / 歌 - Fire Bomber （『マクロス ダイナマイト7』[注 31]）
- ランカと Brand New Peach / 作詞 - Robin Robinson / 作曲・編曲 - 菅野よう子 / 歌 - ランカ・リー＝中島愛 （『マクロスF』[注 17]）
- ランカの「くつしたのうた。」/ 作詞 - Gabriela Robin / 作曲・編曲 - 菅野よう子 / 歌 - ランカ・リー＝中島愛 （『マクロスF』[注 21]）
- ランナー / 作詞 - 阿佐茜 / 作曲・編曲 - 羽田健太郎 / 歌 - 藤原誠 （『超時空要塞マクロス』）
  - ランナー （最終回バージョン） / 歌 - 飯島真理（『超時空要塞マクロス』）
  - ランナー （デュエットバージョン） / 歌 - 藤原誠・飯島真理 （『超時空要塞マクロス Flash Back 2012』）
  - 超時空デュエット「ランナー」 / 編曲 - 岩崎文紀 / 歌 - ミシェル（神谷浩史）、クラン（豊口めぐみ） （『マクロスF ドラマCD 娘ドラ◎』）
    - ランナー（大クランバージョン）/ 歌 - ミハエル・ブラン（神谷浩史）&クラン・クラン（豊口めぐみ）（アルバム『娘コラ×』）
- 爛々スペシャルボーナスメドレー（Δ得盛り） / 歌 - シェリル・ノーム starring May'n & ランカ・リー＝中島愛（アルバム『デカルチャー!! ミクスチャー!!!!! 初回限定フロンティア盤』）

#### り
- リーベ〜幻の光 / 作詞 - 岩里祐穂 / 作曲・編曲 - 菅野よう子 / 歌 - シェリル・ノーム starring May'n （『マクロスF』[注 21]）
- REMEMBER 16 / 作詞 - K.INOJO / 作曲・編曲 - 河内淳貴 / 歌 - Fire Bomber （『マクロス7』）
  - REMEMBER 16（Acoustic Version） / 編曲 - 福山芳樹 / 歌 - BASARA NEKKI（『マクロス7 銀河がオレを呼んでいる！』）
  - REMEMBER 16 / 編曲 - 山口英次 / 歌 - Fire Bomber （『マクロス7』[注 14]）
  - REMEMBER 16 / 訳詞 - Melodie Sexton / 歌 - Fire Bomber American （『マクロス7』[注 15]）
  - REMEMBER 16 / 歌 - 熱気バサラ×ランカ・リー＝中島愛 （アルバム『娘コラ×』）
  - REMEMBER 16 / 編曲 - bamboo tree / 歌 - ザック&ハック（『マクロスΔ』）
- りんごのうた / 作詞 - 唐沢美帆、加藤裕介 / 作曲・編曲 - 加藤裕介 / 歌 - フレイアΔ鈴木みのり （『劇場版マクロスΔ 絶対LIVE!!!!!!』）

#### る
- ルーチェット・アルカーン〜星の歌〜 / 作詞・作曲・編曲 - 窪田ミナ / 歌 - 美雲ΔJUNNA、美雲Δ小清水亜美 （『マクロスΔ』）
- ルンがピカッと光ったら / 作詞 - 西直紀 / 作曲・編曲 - コモリタミノル / 歌 - ワルキューレ （『マクロスΔ』）
  - ルンがピカッと光ったら〜album version〜 / 歌 - ワルキューレ （『マクロスΔ』[注 8]）
- ルンに花咲く恋もある / 作詞 - 西直紀 / 作曲・編曲 - コモリタミノル / 歌 - ワルキューレ （『劇場版マクロスΔ 絶対LIVE!!!!!!』）
  - ルンに花咲く恋もある -movie edition- / 歌 - ワルキューレ （『劇場版マクロスΔ 絶対LIVE!!!!!!』）

#### れ
- レゴリス / 作詞 - Chie Kajiura / 作曲・編曲 - Eric Zay & Chie Kajiura / 歌 - Fire Bomber（『マクロス7』[注 2]）
- Ready GO. / 作詞 - チエ・カジウラ / 作曲 - 今野潤一 / 編曲 - 杉本恭一 / 歌 - Fire Bomber （『マクロス7』[注 10]）

#### ろ
- ROCK'N ROLL FIRE / 作詞 - K.INOJO / 作曲 - 須藤英樹 / 編曲 - 田中裕千 / 歌 - Fire Bomber （『マクロス7 CDシネマ』）

### わ行

#### わ
- WILD LIFE / 作詞 - K.INOJO / 作曲 - 飯塚昌明 / 編曲 - 中山弘 / 歌 - Fire Bomber （『マクロス ダイナマイト7』）
- 私の彼はパイロット / 作詞 - 阿佐茜 / 作曲・編曲 - 羽田健太郎 / 歌 - 飯島真理 （『超時空要塞マクロス』）
  - 私の彼はパイロット / 編曲 - 保刈久明 / 歌 - 桜井智（『マクロス7』[注 3]）
  - 私の彼はパイロット / 編曲 - 片倉三起也 / 歌 - ALI PROJECT （アルバム『MACROSS THE TRIBUTE』）
  - 私の彼はパイロット -MISS MACROSS 2059 / 編曲 - 保刈久明、菅野よう子 / 歌 - ランカ・リー＝中島愛 （『マクロスF』）
  - ボビーの私の彼はパイロット〜妄想の彼もパイロット / 編曲 - 保刈久明、菅野よう子 / 歌 - ボビー・マルゴ （『マクロスF』[注 12]）
- WANNA BE AN ANGEL / 作詞 - Gabriela Robin / 作曲・編曲 - 菅野よう子 / 歌 - 新居昭乃 （『マクロスプラス MOVIE EDITION』）
- Walküre Attack! / 作詞 - UiNA / 作曲 - 小高光太郎、UiNA / 編曲 - 小高光太郎 / 歌 - ワルキューレ （『マクロスΔ』）
- ワルキューレがとまらない / 作詞 - 唐沢美帆、加藤裕介 / 作曲・編曲 - 加藤裕介 / 歌 - ワルキューレ （『マクロスΔ』[注 24]）
  - ワルキューレがとまらない〜without Freyja〜 / 歌 - 美雲ΔJUNNA、カナメΔ安野希世乃、レイナΔ東山奈央、マキナΔ西田望見 （『劇場版マクロスΔ 激情のワルキューレ』）
- ワルキューレのバースデイソング / 作詞・作曲 - Happy Field / 編曲 - 窪田ミナ / 歌 - 美雲ΔJUNNA、カナメΔ安野希世乃、レイナΔ東山奈央、マキナΔ西田望見 （『マクロスΔ』）
- ワルキューレはあきらめない / 作詞 - 唐沢美穂 / 作曲・編曲 - 加藤裕介 / 歌 - ワルキューレ（『劇場版マクロスΔ 絶対LIVE!!!!!!』）
- ワルキューレは裏切らない / 作詞 - 喜介 / 作曲・編曲 - 渡辺拓也 / 歌 - ワルキューレ （『劇場版マクロスΔ 激情のワルキューレ』）
- ワンダーリング / 作詞・作曲・編曲 - kz（livetune）/ 歌 - 千菅春香 （『マクロス30 銀河を繋ぐ歌声』）
- 1.2.3.4.5.6.7 NIGHTS / 作詞 - K.INOJO / 作曲 - 須藤英樹 / 編曲 - 田中裕千 / 歌 - Fire Bomber （『マクロス7 CDシネマ』）

## 音楽関連商品

### ソフト
「マクロスシリーズ」の音楽ソフトはおもに日本ビクター系列の音楽会社（ビクター音楽産業、ビクターエンタテインメント、flying DOG）より発売されている。例外は注記欄に記載する。
- 太字のタイトルはシングルとして発売された商品。
- 商品番号欄には記録・流通媒体（メディア）も記し、以下の略称を使用する。
  - EP=EP盤レコード、LP=LP盤レコード、12S=12インチシングル盤レコード（レコード#レコード盤の形状）を参照）
  - CT=カセットテープ
  - 8CD=8センチCD、MXS=マキシシングル
  - BD=Blu-ray Disc
  - DL=音楽配信

#### 超時空要塞マクロス
| タイトル                                                                       | ジャンル 歌手・演奏者             | 発売日     | 商品番号                                                                       | 注記                                                                               |
| ------------------------------------------------------------------------------ | --------------------------------- | ---------- | ------------------------------------------------------------------------------ | ---------------------------------------------------------------------------------- |
| マクロス/ランナー                                                              | 藤原誠                            | 1982.10.5  | EP:KV-3026                                                                     | TV主題歌・EDテーマ                                                                 |
| 超時空要塞マクロス                                                             | TVサントラ                        | 1982.12.16 | LP:JBX-25008 CT:VCK-6057 CD:VICL-23101 CD:VTCL-60041（2008年再発）             | 1995年にCD発売                                                                     |
| 超時空要塞マクロス Vol.II                                                      | TVサントラ                        | 1983.3.5   | LP:JBX-25013 CT:VCK-6067 CD:VICL-23102 CD:VTCL-60042（2008年再発）             | 1995年にCD発売                                                                     |
| デジタル・トリップ シンセサイザー・ファンタジー 超時空要塞マクロス             | 東海林修                          | 1983.4.21  | LP:CX-7098 CT:CAY-616 CD:COCC-11075                                            | 日本コロムビア発売 1993年にCD発売                                                  |
| 超時空要塞マクロス Vol.III MISS D.J                                            | ドラマ編                          | 1983.6.21  | LP:JBX-25016 CT:VCK-6073 CD:VICL-23103 CD:VTCL-60043（2008年再発）             | 1995年にCD発売                                                                     |
| JAM TRIP 超時空要塞マクロス                                                    | 石川晶とカウント・ バッファローズ | 1983.9     | LP:CX-7120 CT:CAY-636 CD:COCC-11068                                            | 日本コロムビア発売 1993年にCD発売                                                  |
| 超時空要塞マクロス Vol.IV 〜遥かなる想い〜                                     | ドラマ編                          | 1983.9.5   | LP:JBX-25023 CT:VCK-6081 CD:VICL-23104 CD:VTCL-60044（2008年再発）             | 1995年にCD発売                                                                     |
| 超時空要塞マクロス Vol.V RHAPSODY IN LOVE〜マクロスの愛〜                      | イメージアルバム ＋ドラマ編       | 1983.12.16 | LP:SJV-45004〜5 CT:VCK-1637〜8 CD:VICL-40119〜20 CD:VTCL-60045/6（2008年再発） | 2枚組、分売盤（EXTRA1、2）もあり 初回特典ソノシート『マクロスの輪』 1995年にCD発売 |
| 愛・おぼえていますか                                                           | 飯島真理                          | 1984.6.5   | EP:SV-7392 8CD:VICL-10390                                                      | 映画主題歌・EDテーマ 1993年にCD発売                                                |
| 超時空要塞マクロス 愛・おぼえていますか オリジナルサウンドトラック《音楽編》   | 映画サントラ                      | 1984.7.21  | LP:JBX-25049 CT:VCK-6119 CD:VICL-23105 CD:VTCL-60047（2008年再発）             | 1995年にCD発売                                                                     |
| 超時空要塞マクロス 愛・おぼえていますか オリジナルサウンドトラック《ドラマ編》 | ドラマ編                          | 1984.7.21  | LP:JBX-2042〜3 CT:VCK-915〜6                                                   | 未CD化                                                                             |
| 超時空要塞マクロス 愛・おぼえていますか 組曲マクロス                           | イメージアルバム                  | 1984.9.21  | LP:JBX-25054 CT:VCK-6125 CD:VDR-47                                             | オリジナルスコア レコードラベル2種                                                 |
| 超時空要塞マクロス SONGコレクション                                            | ボーカル集                        | 1984.12.5  | LP:JBX-25056 CT:VCK-6127                                                       | TV＋映画ボーカル曲                                                                 |
| 超時空要塞マクロス SONGコレクション -CDスペシャル-                             | ボーカル集                        | 1985.3.21  | CD:VDR-1013                                                                    | LP版＋TV未収録BGM9曲                                                               |
| マニアックライブラリーBGM2 超時空要塞マクロス 未発表BGM集                      | BGM集                             | 1985.4.21  | 12S:JBX-7002                                                                   | 映画未発表BGM4曲                                                                   |
| 超時空要塞マクロス 銀河に降る雪                                                | ドラマ編                          | 1985.11.21 | LP:JBX-25077 CD:VDR-1115                                                       |                                                                                    |
| 超時空要塞マクロス BGMコレクション                                             | BGM集                             | 1985.11.21 | CD:VDR-1116                                                                    | TV＋映画BGM                                                                        |
| 超時空要塞マクロス MISS D.Jスペシャル                                          | ドラマCD                          | 1985.11.21 | CD:VDR-1117                                                                    | LP版＋映画BGM4曲                                                                   |
| 超時空要塞マクロス 遥かなる想いスペシャル                                      | ドラマCD                          | 1985.11.21 | CD:VDR-1118                                                                    | LP版＋vol.VのBGM4曲                                                                |
| 超時空要塞マクロス 飯島真理SONGメモリー ミンメイ SINGS FOR YOU                 | ボーカル集                        | 1986.10.21 | LP:JBX-25100 CD:VDR-1280                                                       | 飯島真理ボーカル曲                                                                 |
| 超時空要塞マクロス SONGコレクションFOREVER                                     | ボーカル集                        | 1987.11.1  | CT:VCKY-20001 CD:VDR-28015 CD:VDRY-25005（BEST ONE版）                         | TV＋映画＋ドラマ編ボーカル曲 BEST ONE版はジャケットが異なる                        |
| MACROSS THE COMPLETE                                                           | アルバム集                        | 1992.3.21  | CD:VICL-4031〜33                                                               | 3枚組、初回特典ブックレット                                                        |
| 超時空要塞マクロス・インサイドストーリー マクロス・クラシック                  | ドラマCD                          | 1996.8.21  | CD:VICL-801                                                                    | ラジオドラマ4話 完全台本付き                                                       |
| Mari Iijima Sings Lynn Minmay                                                  | 飯島真理                          | 2002.11.7  | CD:VICL-60992                                                                  | セルフカヴァーアルバム                                                             |
| Dancing with Minmay                                                            | 飯島真理                          | 2014.7.12  | CD:DQC-1379（国内盤）                                                          | marimusicレーベル セルフカヴァーミニアルバム                                       |

#### マクロスII
| タイトル                                               | ジャンル 歌手・演奏者 | 発売日     | 商品番号       | 注記                        |
| ------------------------------------------------------ | --------------------- | ---------- | -------------- | --------------------------- |
| 2億年前のように静かだね                                | 金子美香              | 1992.5.21  | 8CD:VIDL-10221 | OVA主題歌                   |
| 超時空要塞マクロスII オリジナル・サウンドトラック      | OVAサントラ           | 1992.7.22  | CD:VICL-315    |                             |
| もういちど Love you                                    | 笠原弘子              | 1992.11.21 | 8CD:VIDL-10298 | OVA挿入歌                   |
| 超時空要塞マクロスII オリジナル・サウンドトラックVol.2 | OVAサントラ           | 1992.12.16 | CD:VICL-365    |                             |
| イシュタルからの伝言                                   | 笠原弘子              | -          | 8CD:PRDS-5029  | OVA全巻購入者特典（非売品） |

#### マクロスプラス
| タイトル                                              | ジャンル 歌手・演奏者 | 発売日     | 型番          | 注記                     |
| ----------------------------------------------------- | --------------------- | ---------- | ------------- | ------------------------ |
| MACROSS PLUS ORIGINAL SOUNDTRACK                      | OVAサントラ           | 1994.10.21 | CD:VICL-570   |                          |
| MACROSS PLUS THE Cream P・U・F                        | SHARON APPLE          | 1995.2.22  | CD:VICL-15037 | ボーカルミニアルバム     |
| MACROSS PLUS ORIGINAL SOUNDTRACK2                     | OVAサントラ           | 1995.7.21  | CD:VICL-571   |                          |
| MACROSS PLUS ORIGINAL SOUNDTRACK PLUS 〜for fans only | ベストアルバム        | 1995.11.22 | CD:VICL-23112 | 未収録曲と映画用新曲含む |

#### マクロス7
| タイトル                                                                    | ジャンル 歌手・演奏者               | 発売日                            | 型番                                                                | 注記                                                                         |
| --------------------------------------------------------------------------- | ----------------------------------- | --------------------------------- | ------------------------------------------------------------------- | ---------------------------------------------------------------------------- |
| SEVENTH MOON                                                                | Fire Bomber featuring BASARA NEKKI  | 1994.11.2                         | 8CD:VIDL-10558                                                      | TV主題歌                                                                     |
| MY FRIENDS                                                                  | Fire Bomber featuring MYLENE JENIUS | 1994.11.2                         | 8CD:VIDL-10559                                                      | TVファーストEDテーマ                                                         |
| マクロス7 MUSIC SELECTION FROM GALAXY NETWORK CHART                         | Fire Bomberほか                     | 1995.1.21                         | CD:VICL-572 CD:VTCL-60048（2008年再発）                             | コンピレーション                                                             |
| マクロス7 ドッキングフェスティバル 〜歌は銀河を救う!?〜                     | ドラマCD                            | 1995.3.24                         | CD:VICL-575                                                         |                                                                              |
| マクロス7 Fire Bomber Galaxy Network Vol.0                                  | ドラマCD                            | 1995.4                            | 8CD:CDES-145                                                        | 会員限定非売品                                                               |
| マクロス7 Mylene Jenius sings Lynn Minmay                                   | 桜井智                              | 1995.5.3                          | CD:VICL-576 CD:VTCL-60049（2008年再発）                             | カヴァーアルバム                                                             |
| マクロス7 LET'S FIRE!!                                                      | Fire Bomber                         | 1995.6.7                          | CD:VICL-573 CD:VTCL-60050（2008年再発）                             | ファーストアルバム                                                           |
| …だけど ベイビー!!                                                          | チエ・カジウラ                      | 1995.7.24                         | 8CD:VIDL-10681                                                      | TVセカンドEDテーマ                                                           |
| マクロス7 LIVE FIRE!!                                                       | Fire Bomber                         | 1995.8.23                         | CD:VICL-2138 CD:VTCL-60051（2008年再発）                            | ライブアルバム                                                               |
| マクロス7 CDシネマ1 Mellow Heart Beat                                       | ドラマCD                            | 1995.9.21                         | CD:VICL-691                                                         | ラジオドラマ収録                                                             |
| マクロス7 GALAXY NETWORK EX                                                 | ドラマカセット                      | 1995.9                            | -                                                                   | アニメディア1995年10月号 応募者付録（非売品）                                |
| アニメイトカセットコレクション45 マクロス7 (1) ロンゲスト・ノイズ・デイ     | ドラマカセット                      | 1995.10.1                         | CT:                                                                 | ムービック発売                                                               |
| HEART & SOUL                                                                | EMILIA with BASARA NEKKI            | 1995.10.4                         | 8CD:VIDL-10642                                                      | 映画主題歌                                                                   |
| マクロス7 SECOND FIRE!!                                                     | Fire Bomber                         | 1995.10.21                        | CD:VICL-574 CD:VTCL-60052（2008年再発）                             | セカンドアルバム                                                             |
| マクロス7 CDシネマ2 Melodious Illusion                                      | ドラマCD                            | 1995.10.21                        | CD:VICL-692                                                         | ラジオドラマ収録                                                             |
| マクロス7 KARAOKE FIRE!! Fire Bomber ORIGINAL KARAOKE                       | カラオケ                            | 1995.12.16                        | CD:VICL-720 CD:VTCL-60053（2008年再発）                             | オフボーカル盤                                                               |
| マクロス7 CDシネマ3 GALAXY SONG BATTLE 1                                    | ドラマCD                            | 1996.1.24                         | CD:VICL-740                                                         | ラジオドラマ収録                                                             |
| アニメイトカセットコレクション51 マクロス7 (2) バサラ抹殺計画               | ドラマカセット                      | 1996.3.1                          | CT:                                                                 | ムービック発売                                                               |
| マクロス7 CDシネマ4 GALAXY SONG BATTLE 2                                    | ドラマCD                            | 1996.3.6                          | CD:VICL-741                                                         | ラジオドラマ収録                                                             |
| マクロス7 MUSIC SELECTION FROM GALAXY NETWORK CHART Vol.2                   | Fire Bomberほか                     | 1996.3.23                         | CD:VICL-732 CD:VTCL-60054（2008年再発）                             | コンピレーション                                                             |
| マクロス7 CDシネマ5 GALAXY SONG BATTLE 3                                    | ドラマCD                            | 1996.4.3                          | CD:VICL-742                                                         | ラジオドラマ収録                                                             |
| ACOUSTICK FIRE!!                                                            | Fire Bomber                         | 1996.10.23                        | CD:VICL-803 CD:VTCL-60055（2008年再発）                             | アコースティック版                                                           |
| DYNAMITE EXPLOSION                                                          | Fire Bomber                         | 1997.12.17                        | 8CD:VIDL-30097                                                      | OVA主題歌                                                                    |
| マクロス ダイナマイト7 Fire Bomber GALAXY FUN NET CD                        | ドラマCD                            | 1997.12                           | CD:CDES-291                                                         | 応募者限定非売品 WebSync/CD機能でHPと連動                                    |
| OVAマクロスダイナマイト7 DYNAMITE FIRE!!                                    | Fire Bomber                         | 1998.1.21                         | CD:VICL-60015 CD:VTCL-60056（2008年再発）                           | サードアルバム                                                               |
| マクロス7 ENGLISH FIRE!!                                                    | Fire Bomber American                | 1998.2.21                         | CD:VICL-60146 CD:VTCL-60057（2008年再発）                           | 英語カヴァー版                                                               |
| RADIO FIRE!! ZZNKQB本国放送【ZORA】                                         | ドラマCD                            | 1998.9.2                          | CD:VICL-60259 CD:VTCL-60058（2008年再発）                           |                                                                              |
| ULTRA FIRE!! Fire Bomber Best Album                                         | Fire Bomber                         | 1999.4.7 2024.10.30（アナログ盤） | CD:VIZL-39 CD:VTCL-60059（2008年再発） LP:VTJL-32〜33（アナログ盤） | ベストアルバム。初回特典 ギターピック、公式ファンブック                      |
| FUKUYAMA FIRE !!! 〜A Tribute To Nekki Basara〜                             | 福山芳樹                            | 2005.5.25                         | CD:GNCA-7026                                                        | トリビュートアルバム ジェネオン・エンタテインメント発売                      |
| YOSHIKI FUKUYAMA PRESENTS FIRE BOMBER 2005 〜A Tribute to Nekki Basara〜    | 福山芳樹                            | 2005.7.31                         | DVD:TNDA-0002                                                       | トリビュートライブDVD 映像特典付き2枚組 スリーナイン・エンタテインメント発売 |
| Gift 25 〜A Tribute to Mylene Jenius〜                                      | Chie Kajiura                        | 2007.12.7                         | CD:GNCA-7109                                                        | トリビュートアルバム ジェネオン・エンタテインメント発売                      |
| ELECTRIC FIRE 2007 〜Tribute To BASARA & MYLENE〜                           | 福山芳樹 チエ・カジウラ             | 2008.4.16                         | DVD:GNBA-7510                                                       | トリビュートライブDVD 特典映像付き2枚組 ジェネオン・エンタテインメント発売   |
| Re.FIRE!!                                                                   | Fire Bomber                         | 2009.10.14                        | CD:VTCL-60150                                                       | 再結成アルバム                                                               |
| MACROSS 7 BASARA EXPLOSION 2022 from FIRE BOMBER at Zepp DiverCity（TOKYO） | ライブ映像                          | 2023.7.15                         | BD:SPXF-2                                                           | ライブBD ライフタイム / MOJOST発売                                           |
| ダウトメン feat MACROSS 7                                                   | Doubtmen                            | 2024.1.1                          | CD:DTMC-001                                                         | トリビュートアルバム                                                         |
| BURN! BURN! BURN!                                                           | Fire Bomber                         | 2024.10.30                        | CD:VTCL-35379                                                       | 『マクロス7』30周年記念シングル                                              |
| マクロス7 30周年記念 公式同人オーディオドラマ 「歌は銀河を救えるのか!?」    | ドラマCD                            | 2025.2.21                         | CD:FLDCM-32                                                         | ファンクラブ会員限定先行予約 ライブ会場数量限定販売                          |

#### マクロス ゼロ
| タイトル                          | ジャンル 歌手・演奏者 | 発売日     | 商品番号      | 注記 |
| --------------------------------- | --------------------- | ---------- | ------------- | ---- |
| MACROSS ZERO ORIGINAL SOUNDTRACK1 | OVAサントラ           | 2003.1.22  | CD:VICL-61042 |      |
| MACORSS ZERO ORIGINAL SOUNDTRACK2 | OVAサントラ           | 2004.11.10 | CD:VICL-61518 |      |

#### マクロスF
| タイトル                                                                                       | ジャンル 歌手・演奏者                                    | 発売日                       | 商品番号 | 注記                                   |
| ---------------------------------------------------------------------------------------------- | -------------------------------------------------------- | ---------------------------- | --- | -------------------------------------- |
| トライアングラー                                                                               | 坂本真綾                                                 | 2008.4.23                    | MXS:VTCL-35024 | TV主題歌                               |
| ダイアモンド クレバス/射手座☆午後九時 Don't be late                                            | シェリル・ノーム starring May'n                          | 2008.5.8                     | MXS:VTCL-35025 | TVEDテーマ・挿入歌                     |
| マクロスF（フロンティア）O.S.T.1 娘フロ。                                                      | TVサントラ                                               | 2008.6.4                     | CD:VTCL-60060 |                                        |
| 星間飛行                                                                                       | ランカ・リー＝中島愛                                     | 2008.6.25                    | MXS:VTCL-35029 | TV挿入歌                               |
| ライオン                                                                                       | May'n/中島愛                                             | 2008.8.20                    | MXS:VTCL-35033 | TV主題歌                               |
| マクロスF（フロンティア）O.S.T.2 娘トラ☆                                                       | TVサントラ                                               | 2008.10.8                    | CD:VTCL-60061 |                                        |
| マクロスF（フロンティア）VOCAL COLLECTION 娘たま♀                                              | ボーカル集                                               | 2008.12.3                    | CD:VTCL-60100〜1 | 2枚組                                  |
| ランカとボビーのSMS小隊の歌 など。                                                             | ランカ・リー / ボビー・マルゴ                            | 2008.12.24                   | MXS:VTCL-35043 | ステッカー付き                         |
| シェリルの宇宙兄弟船 など。                                                                    | シェリル・ノーム / ボビー・マルゴ                        | 2008.12.24                   | MXS:VTCL-35044 | ステッカー付き                         |
| マクロスF（フロンティア）ドラマCD 娘ドラ◎ ドラ1                                                | ドラマCD                                                 | 2009.4.8                     | CD:VTCL-60102 |                                        |
| マクロスF（フロンティア）ドラマCD 娘ドラ◎ ドラ2                                                | ドラマCD                                                 | 2009.5.6                     | CD:VTCL-60103 |                                        |
| マクロスF（フロンティア）ドラマCD 娘ドラ◎ ドラ3                                                | ドラマCD                                                 | 2009.6.3                     | CD:VTCL-60104 |                                        |
| マクロスF（フロンティア）ドラマCD 娘ドラ◎ ドラ4                                                | ドラマCD                                                 | 2009.7.8                     | CD:VTCL-60105 | 初回特典BOXケース                      |
| pink monsoon                                                                                   | シェリル・ノーム starring May'n                          | 2009.10.21                   | MXS:VTCL-35088 |                                        |
| マクロスF（フロンティア） ギャラクシーツアーFINAL in ブドーカン                                | ライブ映像                                               | DVD:2009.10.30 BD:2009.11.27 | BCBM-11 BCXE-0216 | バンダイビジュアル発売 特典映像付2枚組 |
| ユニバーサル・バニー                                                                           | シェリル・ノーム starring May'n                          | 2009.11.25                   | CD:VTCL-60117 |                                        |
| CMランカ                                                                                       | ランカ・リー＝中島愛                                     | 2009.12.16                   | MXS:VTCL-35089 |                                        |
| cosmic cuune                                                                                   | シェリル・ノーム starring May'n ランカ・リー＝中島愛ほか | 2010.11.24                   | CD:VTCL-60230 | クリスマスアルバム                     |
| 放課後オーバーフロウ                                                                           | ランカ・リー＝中島愛                                     | 2011.1.26                    | MXS:VTCL-35111 | 映画挿入歌                             |
| 劇場版マクロスF サヨナラノツバサ netabare album the end of "triangle"                          | シェリル・ノーム starring May'n ランカ・リー＝中島愛     | 2011.3.9                     | CD:VTCL-60260 | 映画サントラ                           |
| YOKO KANNO プロデュース 超時空スーパーライブ cosmic nyaan コズミック娘（ニャーーーン）         | ライブ映像                                               | 2011.11.23                   | DVD:VTZL-35 BD:VTZL-34 |                                        |
| マクロスＦ Original Karaoke Album 娘カラ☆                                                      | Frontier orchestra                                       | 2014.10.29                   | DL | カラオケ音源集                         |
| ゴ〜〜ジャス                                                                                   | シェリル・ノーム starring May'n                          | 2017.4.26                    | DL |                                        |
| Good job!                                                                                      | シェリル・ノーム starring May'n ランカ・リー＝中島愛     | 2018.9.26                    | MXS:VTCL-35289 | 放送10周年記念シングル                 |
| 時の迷宮                                                                                       | ランカ・リー＝中島愛 シェリル・ノーム starring May'n     | 2021.11.10                   | MXS:VTCL-35336 MXS+BD:VTZL-192 | 映画主題歌                             |
| マクロスF ギャラクシーライブ 2021［リベンジ］ 〜まだまだふたりはこれから！私たちの歌を聴け!!〜 | ライブ映像                                               | 2022.6.22                    | BD:VTXL-44 BD（限定盤）:VTZL-206 BD+CD（ゴ〜〜ジャス盤）：VTZL-207                                                                   |                                        |
| マクロスF オールタイムベストアルバム 「娘々グレイテスト☆ヒッツ！」                             | シェリル・ノーム starring May'n ランカ・リー＝中島愛     | 2025.4.29                    | CD+BD:VTZL-252（完全生産限定・デカルチャー特装盤） CD:VTZL-251（限定盤） CD:VTCL-60643〜60645（通常盤） LP:VTJL-34〜36（アナログ盤） | オールタイムベストアルバム             |

#### マクロスΔ
| タイトル                                                  | ジャンル 歌手・演奏者 | 発売日     | 商品番号 | 注記                 |
| --------------------------------------------------------- | --------------------- | ---------- | --- | -------------------- |
| いけないボーダライン                                      | ワルキューレ          | 2015.12.31 | DL |                      |
| 恋! ハレイション THE WAR                                  | ワルキューレ          | 2016.3.21  | DL |                      |
| 一度だけの恋なら/ルンがピカッと光ったら                   | ワルキューレ          | 2016.5.11  | MXS:VTCL-35226 | TV主題歌・EDテーマ   |
| TVアニメーション「マクロスΔ」 オリジナルサウンドトラック1 | TVサントラ            | 2016.6.22  | CD:VTCL-60426 |                      |
| Walküre Attack!                                           | ワルキューレ          | 2016.7.6   | CD:VTCL-60428 CD+DVD:VTZL-109 | ボーカルアルバム     |
| 絶対零度θノヴァティック/破滅の純情                        | ワルキューレ          | 2016.8.10  | MXS:VTCL-35236 | TV主題歌・EDテーマ   |
| TVアニメーション「マクロスΔ」 オリジナルサウンドトラック2 | TVサントラ            | 2016.9.28  | CD:VTCL-60435 |                      |
| Walküre Trap!                                             | ワルキューレ          | 2016.9.28  | CD:VTCL-60436 CD+DVD:VTZL-115 | ボーカルアルバム     |
| ワルキューレがとまらない                                  | ワルキューレ          | 2017.1.25  | CD:VTCL-60444 | レアトラック集       |
| LIVE 2017 "ワルキューレがとまらない" at 横浜アリーナ      | ワルキューレ          | 2017.5.31  | DVD:VTBL-31〜2 BD:VTXL-31 | ライブ映像           |
| ワルキューレは裏切らない                                  | ワルキューレ          | 2018.2.14  | MXS:VTCL-35269 | 映画挿入歌・EDテーマ |
| LIVE 2018 “ワルキューレは裏切らない” at 横浜アリーナ      | ワルキューレ          | 2018.10.24 | DVD:VTBL-33〜34 / BD:VTXL-36 (DAY-1) DVD:VTBL-35〜36 / BD:VTXL-37 (DAY2) BD:VTXL-34〜35 (DAY-1+DAY-2) | ライブ映像           |
| 未来はオンナのためにある                                  | ワルキューレ          | 2020.5.27  | MXS:VTCL-35315 MXS+BD:VTZL-173 | 映画イメージソング   |
| Walküre Reborn!                                           | ワルキューレ          | 2021.10.13 | CD: VTCL-60549 CD+BD:VTZL-186 | ボーカルアルバム     |
| 劇場版マクロスΔ 絶対LIVE!!!!!! オリジナルサウンドトラック | 映画サントラ          | 2021.10.20 | CD:VTCL-60550 |                      |
| ワルキューレ LIVE 2022 〜Walküre Reborn!〜 at 幕張メッセ  | ワルキューレ          | 2023.1.25  | DVD:VTBL-44〜5 BD:VTXL-46 | ライブ映像           |
| Absolute LIVE!!!!!                                        | ワルキューレ          | 2023.5.17  | CD:VTCL-60572〜60575 CD+BD（限定盤）:VTZL-225 CD+BD（完全生産限定盤）:FLDZM-3 | ライブベスト盤       |
| ワルキューレ FINAL LIVE TOUR 2023 〜Last Mission〜        | ワルキューレ          | 2023.12.20 | BD:VTXL-51〜53（ミッション・コンプリート盤） BD:VTXL-54（at 東京有明アリーナ（Day1）） DVD:VTBL-46〜47（at 東京有明アリーナ（Day1）） BD:VTXL-55（at 幕張メッセ国際展示場（Day6）） DVD:VTBL-48〜49（at 幕張メッセ国際展示場（Day6）） | ライブ映像           |
| W encore                                                  | ワルキューレ          | 2024.6.5   | CD:VTCL-60635〜7 CD:VTZL-241（初回限定盤） | ライブアルバム       |

#### ゲーム・漫画・ラジオドラマ
| タイトル                                           | ジャンル 歌手・演奏者                   | 発売日    | 商品番号       | 注記                               |
| -------------------------------------------------- | --------------------------------------- | --------- | -------------- | ---------------------------------- |
| マクロス7 TRASH                                    | ドラマCD                                | 1996.9.21 | CD:VICL-802    | ラジオドラマ4話                    |
| MACROSS DIGITAL MISSION VF-X ORIGINAL SOUNDTRACK   | ゲームサントラ                          | 1997.3.21 | CD:VICL-789    |                                    |
| 勇気をください                                     | 田村ゆかり                              | 1997.3.27 | 8CD:PODX-1022  | ラジオドラマ主題歌、ポリグラム発売 |
| マクロス・ジェネレーション 1st HALF                | ドラマCD                                | 1997.4.9  | CD:POCX-1068   | ラジオドラマ5話、ポリグラム発売    |
| マクロス・ジェネレーション 2nd HALF                | ドラマCD                                | 1997.4.16 | CD:POCX-1069   | ラジオドラマ5話、ポリグラム発売    |
| マクロス・ジェネレーション Legend of Eternal Songs | 桜井智・田村ゆかり 吉田小百合・緒方恵美 | 1997.5.14 | CD:POCX-1070   | カヴァーアルバム、ポリグラム発売   |
| GET FREE                                           | HUMMING BIRD                            | 1999.9.1  | 8CD:VIDL-30442 | ゲーム主題歌                       |
| MACROSS VF-X2 ORIGINAL SOUNDTRACK                  | ゲームサントラ                          | 1999.9.22 | CD:VICL-60448  |                                    |
| MACROSS M3 SOUND FILE                              | ゲームサントラ                          | 2001.2.21 | CD:VICL-60690  |                                    |
| プラネット・クレイドル/ワンダーリング              | 千菅春香                                | 2013.2.27 | MXS:VTCL-35147 | ゲームOP/EDテーマ                  |

#### 企画・その他
| タイトル                                                                | ジャンル 歌手・演奏者                                                    | 発売日     | 商品番号                                                                | 注記                                                              |
| ----------------------------------------------------------------------- | ------------------------------------------------------------------------ | ---------- | ----------------------------------------------------------------------- | ----------------------------------------------------------------- |
| 決定版 マクロス ソングコレクション                                      | ボーカル集                                                               | 1993.10.27 | CD:VICL-5210                                                            | マクロス＋マクロスII                                              |
| マクロスフェスティバル'95 チケマガCD                                    | 小冊子・映画券付きCD                                                     | 1995.8.1   | 8CD:TIK-0004                                                            | バンダイビジュアル発売                                            |
| ANIMEXスタンダード2 マクロス ソング・コレクション                       | MIDI音源集                                                               | 1997.10.31 | CD-ROM:CORZ-13                                                          | 日本コロムビア発売                                                |
| Friends 〜時空を越えて〜                                                | リン・ミンメイ（飯島真理）/ ミレーヌ・ジーナス（桜井智）                 | 1997.11.21 | 8CD:VIDL-30095                                                          | マクロス15周年デュエット企画 ビクター盤（桜井）                   |
| Friends 〜時空を越えて〜                                                | リン・ミンメイ（飯島真理）/ ミレーヌ・ジーナス（桜井智）                 | 1997.11.21 | 8CD:AMDM-6217                                                           | マクロス15周年デュエット企画 イーストウェスト・ジャパン盤（飯島） |
| MACROSS THE TRIBUTE                                                     | 福山芳樹・ALI PROJECT 上野洋子・櫻井智・笠原弘子 MIQ・鋼鉄兄弟・飯島真理 | 2002.11.7  | CD:VICL-60991                                                           | トリビュートアルバム                                              |
| マクロス SONGコレクション 2002                                          | ボーカル集                                                               | 2002.12.4  | CD:VICL-61003〜4                                                        | アニメ＋ゲームのベスト2枚組                                       |
| <COLEZO!>マクロス・ソングセレクション                                   | ボーカル集                                                               | 2005.3.24  | CD:VICL-41207                                                           |                                                                   |
| マクロス25周年記念プロジェクト マクロス マキシマムBOX!                  | シングルBOX                                                              | 2007.8.8   | MXS:VIZL-244                                                            | マキシシングル9枚組、限定生産                                     |
| 超時空アンセム2009 息をしてる 感じている                                | 飯島真理・FIRE BOMBER May'n・中島愛                                      | 2009.10.14 | MXS:VTCL-35080                                                          | マクロス元年記念シングル                                          |
| 娘々FIRE!〜突撃プラネットエクスプロージョン /ヴァージンストーリー       | シェリル・ノーム starring May'n ランカ・リー＝中島愛 FIRE BOMBER         | 2012.10.24 | MXS:VTCL-35141                                                          | 映画主題歌                                                        |
| マクロス30周年記念 超時空デュエット集 娘コラ×                           | デュエットアルバム                                                       | 2014.3.26  | CD:VICL-60367                                                           |                                                                   |
| マクロス40周年記念超時空コラボアルバム デカルチャー!! ミクスチャー!!!!! | シェリル・ノーム starring May'n ランカ・リー＝中島愛 ワルキューレ        | 2022.4.6   | CD:VTCL-60557 CD（フロンティア盤）:VTCL-60558 CD（デルタ盤）:VTCL-60559 |                                                                   |

### ゲーム
- 歌マクロス スマホDeカルチャー - リズムゲーム（DeNA、2017年8月-2022年6月）

### 書籍
- 『マクロス7 FIRE BOMBER THE BEST』 - 楽譜集（ムービック、1995年10月発売）
  - 『バンドスコア マクロス7 FIRE BOMBER BEST SCORE』 - 復刻版（ケイ・エム・ピー、2009年4月21日発売、ISBN 978-4773229691）
- 『マクロス ALL SONG BOOK 歌って歌ってデカルチャー』 - ソングブック（学習研究社、2009年3月発売、ISBN 978-4054040953）
- 『バンドスコア マクロスF（フロンティア） BEST SCORE』 - 楽譜集（ケイ・エム・ピー、2009年3月21日発売、ISBN 978-4773229424）
- 『ピアノで弾くマクロスF Selections from「VOCAL COLLECTION 娘たま♀」』 - 楽譜集（ヤマハミュージックメディア、2009年5月26日発売、ISBN 978-4636842043）
- 『ピアノで弾くマクロスF』 - 楽譜集（ヤマハミュージックメディア、2008年9月26日発売、ISBN 978-4636835472）
- 『マクロス音楽の全軌跡 1982-2018 ――歴代アーチスト/クリエイター証言集』 - インタビュー集（一迅社、2018年7月30日発売、ISBN 9784758016070）

## コンサート
有料イベントのみ記載する。
Fire Bomber 1st Live LET'S FIRE!!
1995年5月21日 日本青年館（東京）
出演：林延年、桜井智 、福山芳樹、チエ・カジウラ
アルバム『LIVE FIRE!!』に音源収録。ビデオ/LD/DVD第7巻の映像特典「マクロス7 ぷらす」に一部収録。
Fire Bomber 2nd Live LET'S FIRE AGAIN!!
1995年9月5日 中野サンプラザ（東京） / 1995年9月19日 大阪厚生年金会館中ホール（大阪） / 1995年9月20日 愛知県勤労会館（愛知）
出演：林延年、桜井智 、福山芳樹（HUMMING BIRD）、チエ・カジウラ
『マクロスプラス MOVIE EDITION』試写会と併催。
15th ANNIVERSARY LIVE MACROSS ONE NIGHT STAND
1997年8月17日 渋谷公会堂（東京）
出演：飯島真理、笠原弘子、新居昭乃、菅野よう子、福山芳樹、チエ・カジウラ（ビデオ出演）
Fire Bomber 2005 〜A Tribute to NEKKI BASARA〜
2005年5月29日 STUDIO COAST（東京）
出演：福山芳樹
マクロス25周年記念ライブ MINMAY meets FIRE BOMBER
2007年8月18日 日本青年館（東京）
出演：飯島真理、中島愛、福山芳樹、チエ・カジウラ、神奈延年
DVD『マクロス7 リマスターボックス2』にダイジェスト映像収録。
ELECTRIC FIRE 2007 〜Tribute to BASARA & MYLENE〜
2007年12月29日 STUDIO COAST（東京）　
出演：福山芳樹、チエ・カジウラ
ACOUSTIC FIRE 2007 〜Tribute to BASARA & MYLENE〜　
2008年1月5日 Electric Lady Land（名古屋）
出演：福山芳樹、チエ・カジウラ
超時空スーパーライブ デビュー！ ランカ・リー with シェリル・ノーム
2008年7月27日 Zepp Tokyo（東京、昼夜2部公演） / 2008年8月6日 なんばHatch（大阪）
出演：中島愛、May'n、菅野よう子、坂本真綾（東京ゲスト）
カンノヨーコ presents マクロスF ギャラクシーツアーFINAL シェリル・ノーム starring May’n / ランカ・リー＝中島 愛
2008年10月13日 パシフィコ横浜国立大ホール（神奈川） / 2008年10月22日 大阪厚生年金会館大ホール（大阪）
出演：中島愛、May'n、菅野よう子
DVD/BD『マクロスF(フロンティア) ギャラクシーツアーFINAL in ブドーカン』に一部収録。
マクロスF ギャラクシーツアーFINAL こんなサービスめったにしないんだからね in ブドーカン☆
2008年11月5日 日本武道館（東京）
出演：中島愛、May'n、菅野よう子、坂本真綾（ゲスト）
DVD/BD『マクロスF(フロンティア) ギャラクシーツアーFINAL in ブドーカン』に収録。
マクロス クロスオーバーライブ A.D.2009×45×59@幕張メッセ
2009年10月17日、10月18日 幕張メッセイベントホール（千葉）
出演：飯島真理、福山芳樹、チエ・カジウラ、中島愛、May'n、神奈延年、櫻井智、笠原弘子（17日）、新居昭乃（18日）
「マクロス7」15周年記念ライブ 〜The Revival of Fire Bomber 2009〜
2009年11月27日 渋谷C.C.Lemonホール（東京） / 2009年11月28日 Zepp Osaka（大阪）
出演：福山芳樹、チエ・カジウラ
超時空スーパーライブ Merry Christmas without You
2010年12月22日 日本武道館（東京） / 2010年12月24日 神戸ポートアイランドホール（兵庫）
出演：中島愛、May'n、菅野よう子、中村悠一、遠藤綾、豊口めぐみ
DVD/BD『YOKO KANNO プロデュース 超時空スーパーライブ cosmic nyaan コズミック娘（ニャーーーン）』に収録。
Mylene Night
#01〜W Mylene〜 2011年2月2日 morph tokyo（東京） / 2011年2月4日 Flamingo the Arusha（大阪）
#02 2012年2月2日 WOMB（東京） / 2012年4月30日 梅田シャングリラ（大阪）
#03 2013年2月2日 clubasia（東京）
#04 〜Final〜 2014年2月2日 下北沢GARDEN（東京）
出演：チエ・カジウラ、櫻井智（#01）、福山芳樹（#02ゲスト）
FIRE BOMBER 2012
2012年11月23日 渋谷公会堂（東京） / 2012年11月24日 なんばHatch
出演：福山芳樹、チエ・カジウラ、中島愛（ゲスト）
マクロス30周年記念 マクロス クロスオーバーライブ 30
2013年7月13日 幕張メッセ 国際展示場 1・2番ホール（千葉）
出演：飯島真理、福山芳樹、チエ・カジウラ、中島愛、May'n、菅野よう子、南里侑香、新居昭乃、坂本真綾、千菅春香
FIRE BOMBER 2014 BASARA EXPLOSION
2014年10月19日 神奈川県民ホール大ホール（神奈川）
出演：福山芳樹、チエ・カジウラ（ゲスト）、奥土井美可（ゲスト）
マクロスΔ 戦術音楽ユニット"ワルキューレ" 1st LIVE in Zepp Walküre Attack!
2016年8月14日 Zeppなんば大阪（大阪） / 2016年8月21日 Zepp名古屋（愛知） / 2016年9月10日 Zeppダイバーシティ東京（東京、昼夜2回公演）
出演：JUNNA、鈴木みのり、安野希世乃、東山奈央、西田望見
DVD/BD『マクロスΔ』第9巻に東京公演のセレクション映像を収録。
マクロスΔ 戦術音楽ユニット"ワルキューレ" 2nd LIVE in 横浜アリーナ「ワルキューレがとまらない」
2017年1月28日、1月29日 横浜アリーナ（神奈川）
出演：JUNNA、鈴木みのり、安野希世乃、東山奈央、西田望見、メロディー・チューバック、中島愛（28日ゲスト）、小清水亜美（29日ゲスト）、日笠陽子（29日ゲスト）
BD/DVD『LIVE 2017 “ワルキューレがとまらない” at 横浜アリーナ』に収録。
マクロス35周年×羽田健太郎 10th Memorial 超時空管弦楽 remember ヘルシー・ウィングス・オーケストラ
2017年9月17日 東京国際フォーラムホールA（東京）
出演：上垣聡（指揮）、東京シティ・フィルハーモニック管弦楽団（演奏）、飯島真理
マクロスΔ 戦術音楽ユニット"ワルキューレ" 3rd LIVE 「ワルキューレは裏切らない」 at 横浜アリーナ
2018年2月24日、2月25日 横浜アリーナ（神奈川）
出演：JUNNA、鈴木みのり、安野希世乃、東山奈央、西田望見、May'n（24日ゲスト）、中島愛（25日ゲスト）
BD/DVD『LIVE 2018 “ワルキューレは裏切らない” at 横浜アリーナ』に収録。
ANIME SYMPHONY JAPAN PREMIUM CONCERT マクロス35周年×マクロスF10周年『超時空管弦楽F』
2018年9月8日、9月9日（各日3回(計6回)公演） 日本橋三越本店 三越劇場（東京）
出演：志村健一（指揮）、東京室内管弦楽団（演奏）、東京混声合唱団（合唱）、中島愛（ゲスト）
MACROSS CROSSOVER LIVE 2019 at 幕張メッセ
2019年6月1日、6月2日 幕張メッセ 国際展示場 1-3ホール(千葉)
出演 : 飯島真理、福山芳樹、チエ・カジウラ、May'n、中島 愛、JUNNA、鈴木みのり、安野希世乃、東山奈央、西田望見、笠原弘子、坂本真綾、千菅春香
『マクロス7』25周年記念『BASARA EXPLOSION 2019』from FIRE BOMBER
2019年9月13日 Zeppダイバーシティ東京（東京）
出演：福山芳樹、奥土井美可（ゲスト）、神奈延年（ゲスト）
ワルキューレ LIVE TOUR 2020-2021 〜ワルキューレはあきらめない!!!!!〜
2020年12月17日 Zepp福岡（福岡） / 2020年12月19日 Zepp大阪ベイサイド（大阪） / 2021年1月2日 Zepp名古屋（愛知） / 2021年1月13日 Zepp札幌（北海道） / 2021年1月21日、22日 Zepp羽田（東京）
出演：JUNNA、鈴木みのり、安野希世乃、東山奈央、西田望見
最終公演ライブビューイングのディレクターズカット版を「#エアワルキューレ プレミアム LIVE 2021 〜ワルキューレはあきらめない!!!!!〜」として2021年3月14日に有料配信。完全版をアルバム『Walkure Reborn!』初回限定盤付属BDに収録。
マクロスF ギャラクシーライブ 2021［リベンジ］〜まだまだふたりはこれから!私たちの歌を聴け!!〜
2021年11月9日、11月10日 幕張メッセ イベントホール（千葉） / 11月23日 神戸ワールド記念ホール（兵庫）
出演：May'n、中島愛
BD/DVD『マクロスF ギャラクシーライブ 2021［リベンジ］〜まだまだふたりはこれから！私たちの歌を聴け!!〜』に収録。
MACROSS 7 BASARA EXPLOSION 2022 from FIRE BOMBER
2022年1月9日 Zepp Yokohama（神奈川） / 1月21、22日 Zepp Namba（大阪） / 1月28日 Zepp DiverCity（東京）
出演：福山芳樹、神奈延年（ゲスト）
BD『MACROSS 7 BASARA EXPLOSION 2022 from FIRE BOMBER at Zepp DiverCity（TOKYO）』に収録。
ワルキューレ LIVE 2022 〜Walküre Reborn!〜
2022年4月9日、4月10日 幕張メッセ 国際展示場 4-6ホール（千葉）
出演：JUNNA、鈴木みのり、安野希世乃、東山奈央、西田望見
BD/DVD『ワルキューレ LIVE 2022 〜Walküre Reborn!〜 at 幕張メッセ』に収録。
ワルキューレ FINAL LIVE TOUR 2023 〜Last Mission〜
2023年5月20日、5月21日 有明アリーナ / 5月27日、5月28日 丸善インテックアリーナ大阪 / 6月3日、6月4日 幕張メッセ 国際展示場 1-3ホール
出演：JUNNA、鈴木みのり、安野希世乃、東山奈央、西田望見ほか
BD/DVD『ワルキューレ FINAL LIVE TOUR 2023 〜Last Mission〜』に収録。アルバム『W encore』に楽曲収録。
マクロスF「ポップアップステージ」
2023年6月24日 - 8月27日 IKEBUKURO THEATER（東京）
出演：シェリル・ノーム、ランカ・リー（CG）
MACROSS 7 30th Anniv. BASARA EXPLOSION 2024 from FIRE BOMBER
2024年9月15日 KT Zepp Yokohama（神奈川） / 9月23日 Zepp Namba（大阪） / 10月11日 Zepp Nagoya（愛知） / 11月1日 Zepp Divercity（東京）
出演：福山芳樹、神奈延年（ゲスト）
MACROSS 7 30th Anniv. FIRE BOMBER LIVE 2025 〜BURN! BURN! BURN!〜
2025年2月21日、2月22日 豊洲PIT（東京）
出演：福山芳樹、チエ・カジウラ
May’n 20th Anniversary Concert Gratz from MACROSS F
2025年5月9日、5月10日 パシフィコ横浜 国立大ホール（神奈川）
出演：May'n
マクロスF ギャラクシーライブ☆ファイナル 2025
2025年7月26日、7月27日 Kアリーナ横浜（神奈川）
出演：May'n、中島愛、菅野よう子（27日ゲスト）